# Убийство Павла I

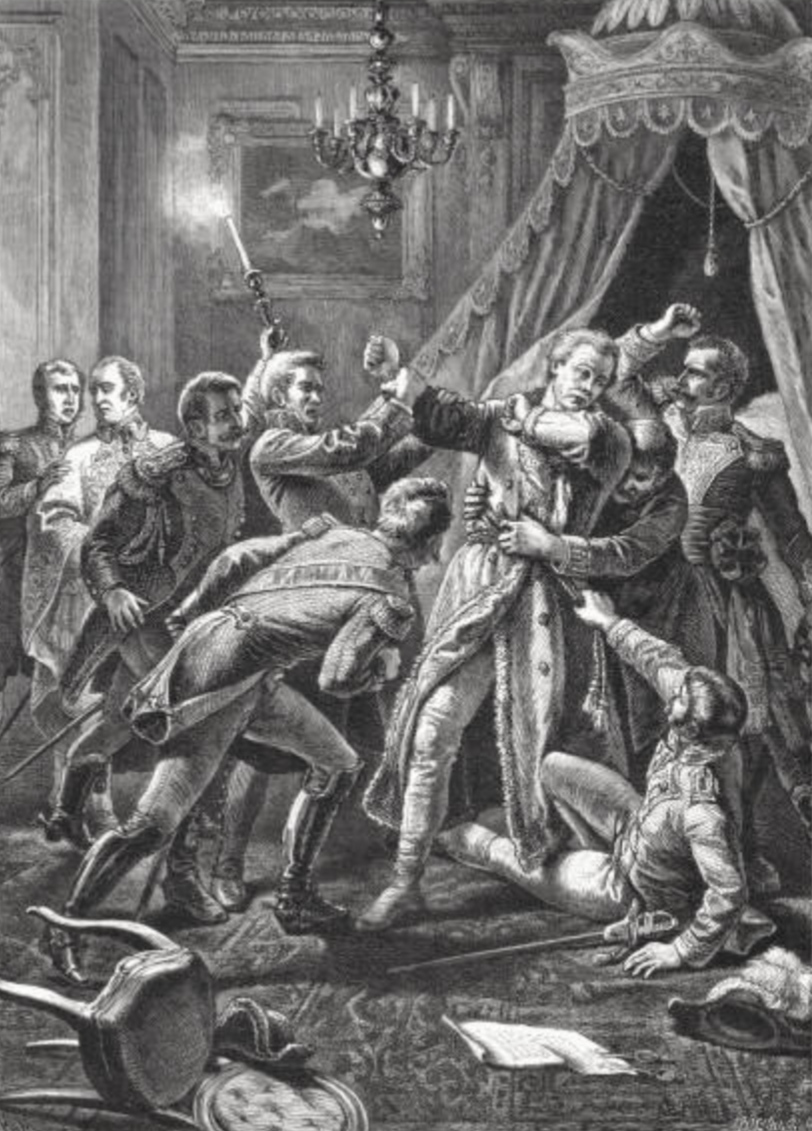
Убийство императора Павла I (гравюра из коллекции Bettmann 1900 г.) Павел, будучи в реальности относительно крупным человеком для того времени с ростом 168 сантиметров и физически очень крепким, некоторое время безоружным энергично боролся с напавшими на него пьяными вооруженными заговорщиками, пытавшимися убить его максимально бесшумно и бесследно — без выстрелов и кровавых ран

Убийство Павла I. Художник Kuyper, J. (1761-1808) Библиотека Лейденского университета, Нидерланды

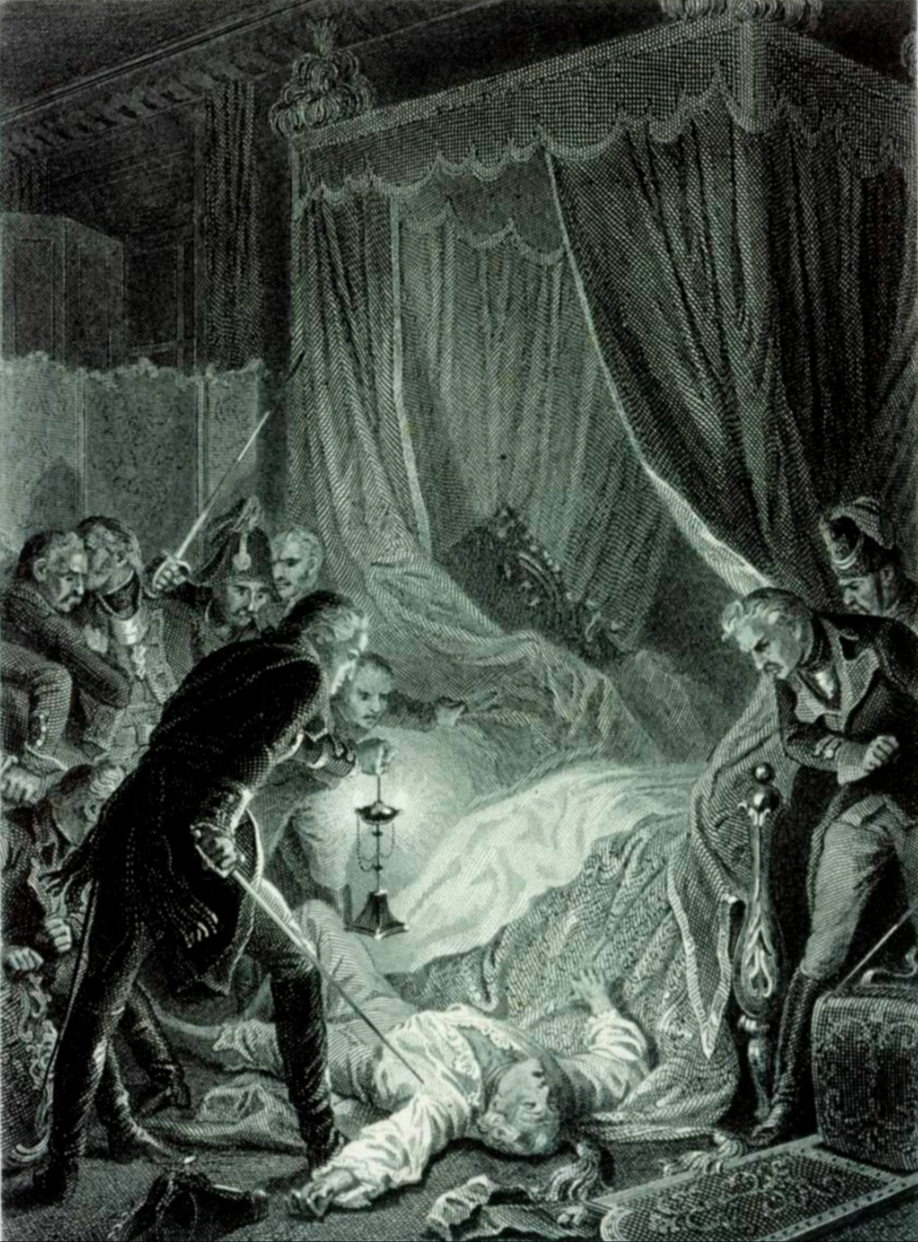
Утвайт Ж.-Ж. (Outhwaite J.-J.). Английский художник и гравер конца XVIII — первой половины XIX века. Смерть Павла I (с рисунка Ф.-Э.-А. Филиппото) Первая половина XIX века. Бумага, гравюра на стали. Русский музей. Санкт-Петербург

Убийство Павла I, также известное как переворот 1801 года — гибель российского императора Павла I в ночь с понедельника 11 (23) марта на вторник 12 (24) марта 1801 года (0:45 — 1:45) в результате развития хода исполнения заговора по отстранению от престола Павла I с участием гвардейских офицеров в здании Михайловского замка. В половине первого ночи группа из 12 нетрезвых офицеров ворвалась в спальню императора и пыталась принудить его к подписанию подготовленного отречения в пользу его старшего сына Александра. В результате отказа Павла подписать отречение в ходе возникшего острого конфликта он получил удар в висок, был избит и задушен офицерским шарфом. Вдохновителями заговора были Никита Петрович Панин — племянник и тёзка уже умершего воспитателя Павла — Никиты Ивановича Панина и Пётр Пален, а группу непосредственных исполнителей («пьяных гвардейцев») возглавляли Николай Зубов и английский подданный по своему ганноверскому происхождению отставленный Павлом бывший командир Лёгкоконного (Гусарского) полка Леонтий Беннигсен.
Причинами заговора с целью отречения императора было недовольство участников непредсказуемой политикой, проводившейся Павлом I, и, особенно, оскорбления и опала, которой были подвергнуты многие из них и под которую в любой момент могли попасть остальные — то есть желание сменить царя на более «покладистого». Также подозревается финансирование Великобританией, недовольной разрывом отношений с Россией и её союзом с Наполеоном. На территории Российской империи информация о данном событии была под цензурным запретом до революции 1905 года, хотя активно освещалась зарубежной и эмигрантской прессой. Официальной версией в Российской империи более ста лет была кончина от болезни по естественным причинам: «от апоплексического удара» (инсульта). Любые публикации, где был намёк на насильственную смерть императора, пресекались цензурой.

## Предшествовавшие события

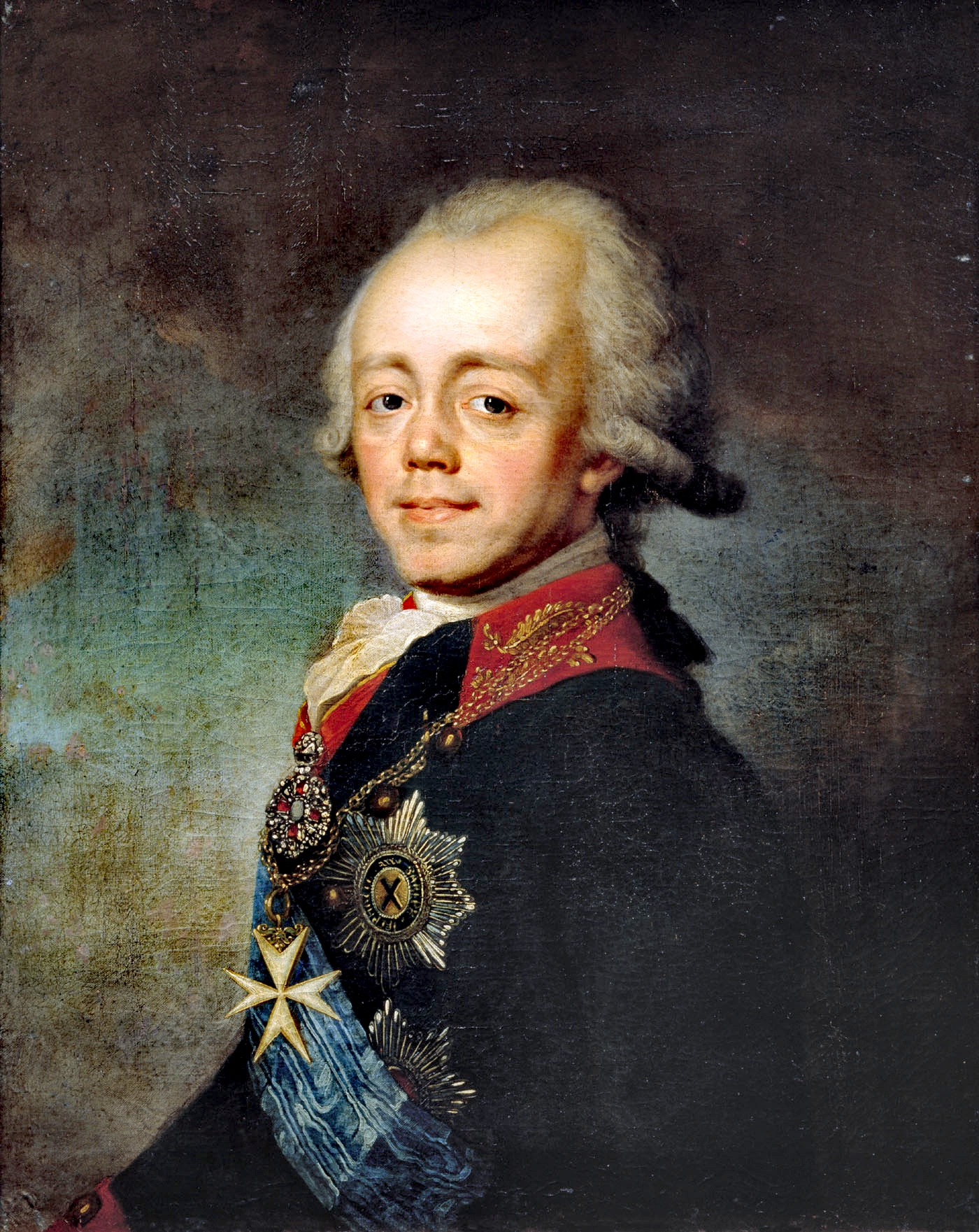
Павел I на портрете С. Щукина

### Предпосылки и причины
Возвращение телесных наказаний дворян за тяжёлые преступления, отменённых Петром III, создавшаяся обстановка страха и неуверенности среди дворян империи, недовольство высших дворянских кругов (лишенных былой свободы и привилегий), столичного гвардейского офицерства и нестабильность политического курса привели к возникновению заговора против императора. 
Павел переносил опалы с подданных на родных, угрожал членам самой династии, что позволило участникам мятежа считать себя остающимися преданными Романовым.
В обществе муссировалась тема о ненормальности Павла и его непопулярных приказов, в том числе об одежде и причёсках. Например:
- - 13 декабря 1800 года Павел пригласил римского папу (как годом ранее и приора Мальтийского  ордена) переселиться в случае опасности в Россию, так как в мае 1800 года армия Наполеона перешла Альпы и вступила в Северную Италию.
  - С 1799 года, пишет Чарторыйский, — «Павла стали преследовать тысячи подозрений: ему казалось, что его сыновья недостаточно ему преданы, что его жена желает царствовать вместо него. Слишком хорошо удалось внушить ему недоверие к императрице и к его старым слугам. С этого времени началась для всех, кто был близок ко двору, жизнь, полная страха, вечной неуверенности».
- Ухудшение отношений царя с дворянством и гвардией.
  - 2 мая 1800 г. за резкие слова по поводу голштинского ордена св. Анны штабс-капитан Кирпичников получил 1000 палок. Этот орден был введен в Голштинии в 1735 году и назван в память родной бабушки Павла, он был любимым с детства орденом самого Павла, а так же его  отца. Со дня коронации 5 апреля 1797 года орден был причислен к государственным орденам Российской империи, а позднее его название совпало с именем возлюбленной царя — Анны Лопухиной-Гагариной.  Эйдельман пишет, что «современники полагали, что этот исключительный даже по тем временам акт сыграл немалую моральную роль в предыстории заговора. В нескольких воспоминаниях история Кирпичникова представлена как оправдание заговорщиков». «Строже сего приказа, — замечает современник, — не было ни одного в царствовании Павла. Сие обстоятельство имело влияние на то событие, которое прекратило его правление»[5].
- Внешняя политика Павла шла вразрез с интересами Англии. Англия, вероятно, субсидировала заговорщиков[5]. «Война с Англией стремительно приближалась. Вместе с этим усилилась и аналогия, историческая параллель с 1762 года, когда Пётр III готовил непопулярную войну с Данией, и первоначальный план переворота был связан с выездом царя в армию, возможным захватом столицы»[5].
- Распространявшийся врагами императора слух, что Павел будто бы хотел заточить жену и старших детей в крепость и жениться то ли на Гагариной, то ли на мадам Шевалье: «Этот великий удар состоял в заточении императрицы в Холмогоры, отстоящие в 80 верстах от Архангельска; место дикое, пустое, где несчастная фамилия Ульриха Брауншвейгского томилась в продолжение долгих лет во времена Екатерины  II, Шлиссельбург должен был служить местом заключения великого князя Александра, Петропавловская крепость была назначена великому князю Константину. Пален и некоторые другие должны были погибнуть на эшафоте» (неизвестно, насколько соответствует истине, вероятно был результатом интриг и сплетен Палена, который был отправлен в пожизненную ссылку в своё имение после убийства Павла). Эпизод с Рибопьером (см. ниже), вызвавший заключение наследника.
  - Указ об узаконивании будущих внебрачных детей императора (см. Мусина-Юрьева, Марфа Павловна ) после запрета врачей императрице вести половую жизнь из-за угрозы её жизни вследствие тяжелейших последних десятых родов Михаилом.
  - Прибытие 13-летнего Евгения Вюртембергского (племянника Марии Фёдоровны), которого Павел будто бы намеревается женить на своей старшей дочери и сделать наследником.
  - Слух об испрошении графом Паленом позволения у императора на исключительные полномочия — арестовать в случае надобности императрицу и великих князей, и получение им на это  письменного приказа.

Из письма Семёна Воронцова, отставленного Павлом русского посла в Лондоне,  написанного эзоповым языком:

«Мы на судне, капитан которого и экипаж составляют нацию, чей язык нам не знаком. У меня морская болезнь, и я не могу встать с постели. Вы приходите, чтобы мне объявить, что ураган крепчает и судно гибнет, ибо капитан сошел с ума, избивая экипаж, в котором более 30 человек, не смеющих противиться его выходкам, так как он уже бросил одного матроса в море и убил другого. Я думаю, что судно погибнет; но Вы говорите, что есть надежда на спасение, так как первый помощник капитана — молодой человек, рассудительный и мягкий, который пользуется доверием экипажа. Я Вас заклинаю вернуться наверх и представить молодому человеку и матросам, что им следует спасать судно, часть которого (так же как и часть груза) принадлежит молодому человеку, что их 30 против одного и что смешно бояться смерти от руки сумасшедшего капитана, когда вскоре все и он сам утонут из-за этого безумия. Вы мне отвечаете, что, не зная языка, Вы не можете с ним говорить, что Вы отправляетесь наверх, чтобы видеть, что происходит. Вы возвращаетесь ко мне, чтобы объявить, что опасность увеличивается, так как сумасшедший по-прежнему управляет, но что Вы по-прежнему надеетесь. Прощайте! Вы счастливы более меня, мой друг, так как я более не имею надежды».

### План заговорщиков
Создание ядра коалиции заговорщиков, веривших в необходимость перемен, относится ещё к лету 1799 года. Незадолго до этого, в ноябре 1798 года, в Смоленске была раскрыта тайная организация офицеров, планировавшая смещение, а возможно, и убийство Павла Петровича (т. н. Канальский цех).
Изначально, по собственным заявлениям, заговорщики намеревались ограничиться арестом Павла с тем, чтобы заставить его отречься от престола в пользу старшего сына. Панин и Пален были солидарны в необходимости введения конституции, однако Панин видел способ в регентстве, а Пален — в уничтожении Павла I. Эйдельман пишет, что Пален «держа в резерве когорту недовольных, зондируя, прощупывая именно тех, кто „молчит и действует“, он до поры не открывает замыслов и почти никого не осведомляет о конкретном плане, сроке, даже целях, например, объясняется с близкими соучастниками насчет регентства, сохранения жизни Павла при внутренней убежденности, что царя надо убить».
Бенигсен писал: «Принято было решение овладеть особой императора и увезти его в такое место, где он мог бы находиться под надлежащим надзором, и где бы он был лишен возможности делать зло». Предполагается, что так считало большинство заговорщиков, которым было страшно поднять руку на особу монарха, а организаторы заговора с самого начала планировали кровавую развязку.

### Участники заговора

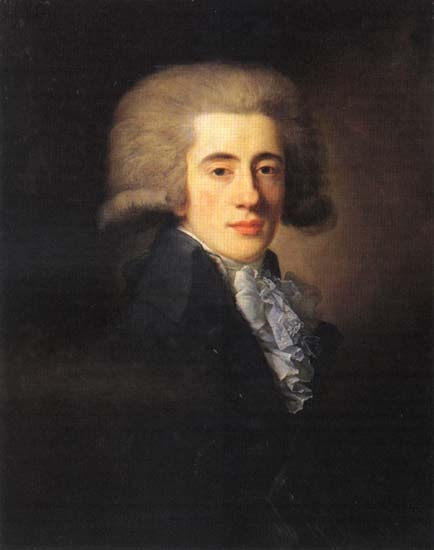
Никита Петрович Панин, однофамилец, тёзка и племянник воспитателя Павла — Никиты Ивановича Панина

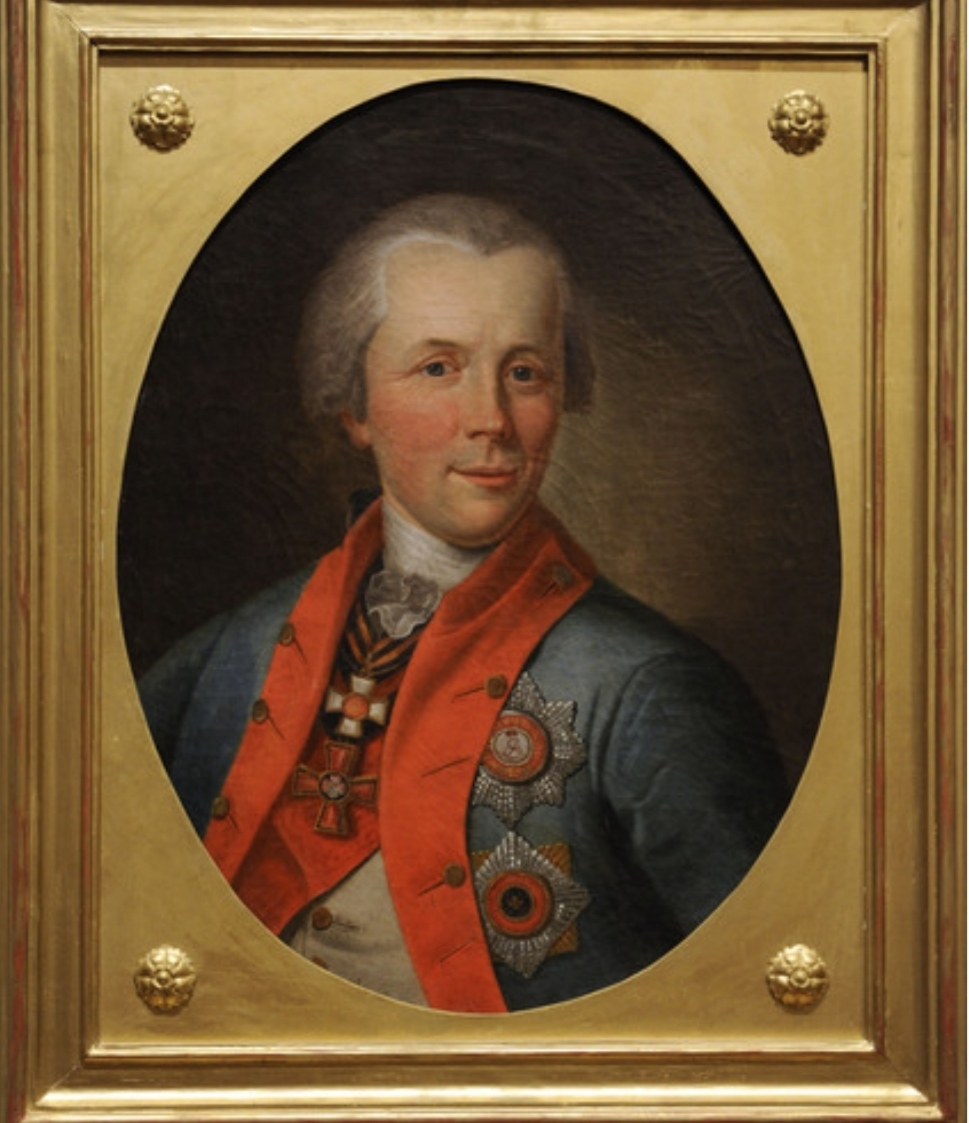
Петр Пален

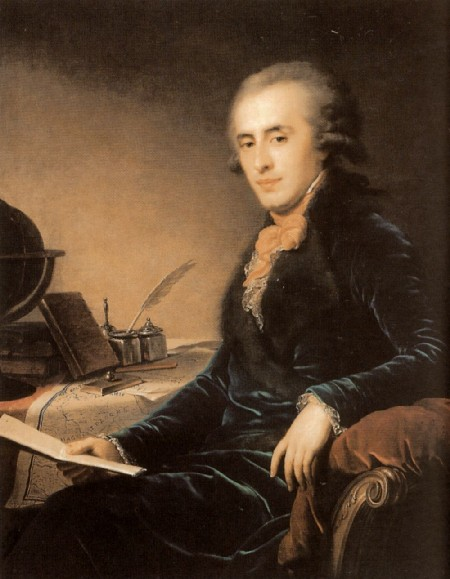
Платон Зубов

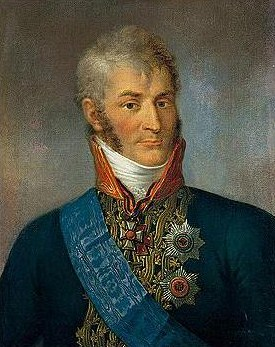
Николай Зубов

Общее число людей, вовлеченных в заговор, по разным оценкам, составляет от 180 до 300 человек. Эйдельман ориентировочно делит заговорщиков на три основные группы:
1. Первая — вожди заговора, а также Зубовы
  1. Панин, Никита Петрович — вице-канцлер, был идейным вдохновителем заговора, племянник и тёзка умершего ещё в 1783 году главного воспитателя Павла—Никиты Ивановича Панина. Был ранее выслан из Петербурга и физически отсутствовал во время развязки.
  2. Пален, Пётр Алексеевич — генерал-губернатор Петербурга, взял на себя функции технического руководителя заговора. В апреле 1801 года попал в опалу и уволен со всех постов под давлением овдовевшей императрицы Марии Федоровны.
  3. Дерибас, Осип Михайлович — участвовал в первоначальном планировании заговора, но умер 2 (14) декабря 1800 года, причем существует гипотеза, что он был отравлен бароном Паленом, находившимся у постели больного в ночь смерти адмирала, следя за тем, чтобы больной, в беспамятстве, не выдал заговорщиков — поскольку в последний месяц перед его смертью Павел смягчился к Дерибасу, и тот мог выдать сообщников.
  4. Зубовы:
    1. Зубов, Платон Александрович, князь — последний фаворит Екатерины II. Был удален Павлом от двора, но благодаря интриге нашёл подход к графу Кутайсову, и тот ходатайствовал перед императором об его возвращении. Был привлечен к заговору благодаря значительному влиянию, заработанному им в последние годы царствования Екатерины II, его широким связям, кругу знакомств и облагодетельствованных им офицеров. Являлся своего рода символом екатерининского времени. Согласно Якову де Санглену, Зубов считал оправданием своего поведения ту неблагодарность, что выказал ему император после смерти Екатерины II: когда с императрицей случился удар, именно Зубов предупредил Павла о критическом состоянии матери, послав брата Николая из Петербурга за ним в Гатчину. Невзирая на эту услугу, после смерти матери Павел, вскрывая при Зубове её запечатанные бумаги, духовное завещание (в котором, быть может, были пункты касательно её фаворита) не вскрыл публично, а положил себе в карман[7].
    2. Зубов, Николай Александрович, граф — его брат, зять Суворова. Глупый, но крупный, физически сильный человек, привлеченный из-за своих родственных связей и симпатии солдат. С ним предпочитали не делиться информацией, так как его жена была очень болтлива.
    3. Зубов, Валериан Александрович — его брат, потерял на войне ногу, и потому не пошёл в Михайловский замок.
    4. Жеребцова, Ольга Александровна — его сестра. Её считали любовницей посла Уитворта, она устраивала пышные вечера, на которых под благовидным предлогом могли собираться заговорщики. Лопухин, Пётр Васильевич, близкий родственник Жеребцовой, рассказывал[8][9] о ней князю Лобанову[уточнить]: «Витворт через посредство О. А. Жеребцовой был в сношениях с заговорщиками; в её доме происходили сборища, через её руки должна была пройти сумма, назначенная в награждение за убийство или по меньшей мере за отстранение императора Павла от престола… За несколько дней до 11 марта Жеребцова нашла более безопасным для себя уехать за границу и в Берлине ожидала исхода событий… [После смерти Павла, в Лондоне] она получила от английского правительства сумму, соответствовавшую 2 млн руб. Эти деньги должны были быть распределены между заговорщиками, в особенности между теми, которые принимали участие в убийстве. Но Жеребцова предпочла удержать всю сумму за собою, будучи уверена, что никто не отважится требовать заслуженного вознаграждения». Однако никаких убедительных доказательств финансирования заговора Великобританией до сих пор не обнаружено
2. Позже вовлечённые офицеры, не участвовавшие в разработке стратегии, но руководившие на следующей ступени иерархии. Занимались вербовкой среди третьей группы.
  1. Беннигсен, Леонтий Леонтьевич(Ле́вин А́вгуст Го́тлиб Теофи́ль фон Бе́ннигсен) — оставленный Павлом бывший командир Изюмского легкоконного полка, был одним из главных действующих лиц, лишивших Павла I престола. Британский подданный по гановерскому своему происхождению Беннигсен был сослан Павлом из-за близости к Зубовым, затем в начале 1801 года граф Пален возвратил Беннигсена в Петербург, будучи уверенным в том, что это будет необходимый ему исполнитель. В начале Беннигсен был хорошо принят императором, но вскоре тот перестал с ним даже разговаривать[2]. Фактический вождь колонны цареубийц, ворвавшихся в спальню, тем не менее, по собственным словам, избег участия в непосредственном убийстве.
  2. Аргамаков, Александр Васильевич — племянник Д. И. Фонвизина, был полковым адъютантом Преображенского полка и плац-майором Михайловского замка. Он был необходим заговорщикам, чтобы попасть внутрь замка через его разводные мосты. Имел полномочия входить к императору для доклада о чрезвычайных происшествиях в городе в любое время суток; шёл во главе колонны П. А. Зубова, как главный проводник заговорщиков.
  3. Голенищев-Кутузов, Павел Васильевич (по некоторым данным) — флигель-адъютант императора, сразу же после переворота назначенный командиром Кавалергардского полка.
  4. Муравьёв-Апостол, Иван Матвеевич — автор одного из нереализованных проектов законодательного ограничения верховной власти.
  5. Командиры гвардейских полков:
    1. Депрерадович, Николай Иванович — Семёновского;
    2. Уваров, Фёдор Петрович — Кавалергардского;
    3. Талызин, Пётр Александрович — Преображенского;
    4. Янкович-де-Мириево, Иван Фёдорович — Конногвардейского;

  6. Шефы полков:
    1. Вердеревский, Николай Иванович — Кексгольмского;
    2. Ушаков — Сенатских батальонов;
    3. Тучков, Павел Алексеевич — 1-го Артиллерийского полка.
3. Средние и младшие офицеры, которые были отобраны по принципу своих недовольства, неприязни, ненависти к павловской системе, неосведомленные, некоторые из которых стали непосредственными исполнителями, а другие — всего лишь соучастниками, не запятнавшими своих рук цареубийством. Например:
  1. Полторацкий, Константин Маркович — о его записках см. выше. Оставался со своими солдатами.
  2. Марин, Сергей Никифорович, Преображенского полка поручик — также стоял на карауле и контролировал солдат (командовал внутренним караулом преображенцев — караулом лейб-батальона — в Михайловском замке).
  3. Бибиков Н. И., офицер (полковник?) — известен из записей Л. Л. Беннигсена, его роль в цареубийстве неясна, зашёл в переднюю вместе с семёновцами.
  4. Известные из записок М. А. Фонвизина: Преображенского полка полковник Запольский (командир 4-го батальона Преображенского полка); Преображенского полка капитан Шеншин; Преображенского полка штабс-капитан барон Розен; Преображенского полка поручик Леонтьев (зять участника заговора графа Николая Зубова или, возможно, это Владимир Алексеевич Леонтьев, офицер Семеновского полка, 3-го батальона, в ночь убийства был визитер-рундом в карауле Михайловского замка, о чём в своих воспоминаниях достаточно подробно пишет его младший брат Михаил, также косвенный участник тех событий[10]); Преображенского полка поручик Аргамаков; Преображенского полка поручик Аргамаков (родной брат предыдущего); Семёновского полка полковник граф Толстой; Адъютант в. к. Александра Павловича князь Волконский; Семёновского полка (?) поручик Савельев; Семёновского полка (?) поручик Кикин; Семёновского полка (?) поручик Писарев; Семёновского полка (?) поручик Полторацкий (в другом месте автор именует его прапорщиком); Семёновского полка (?) поручик Ефимович; Измайловского полка поручик Бологовский Дмитрий Николаевич; Измайловского полка поручик Кутузов; Кавалергардского полка ротмистр Титов; Кавалергардского полка (?) поручик Горбатов; флотский капитан командор Клокачев.

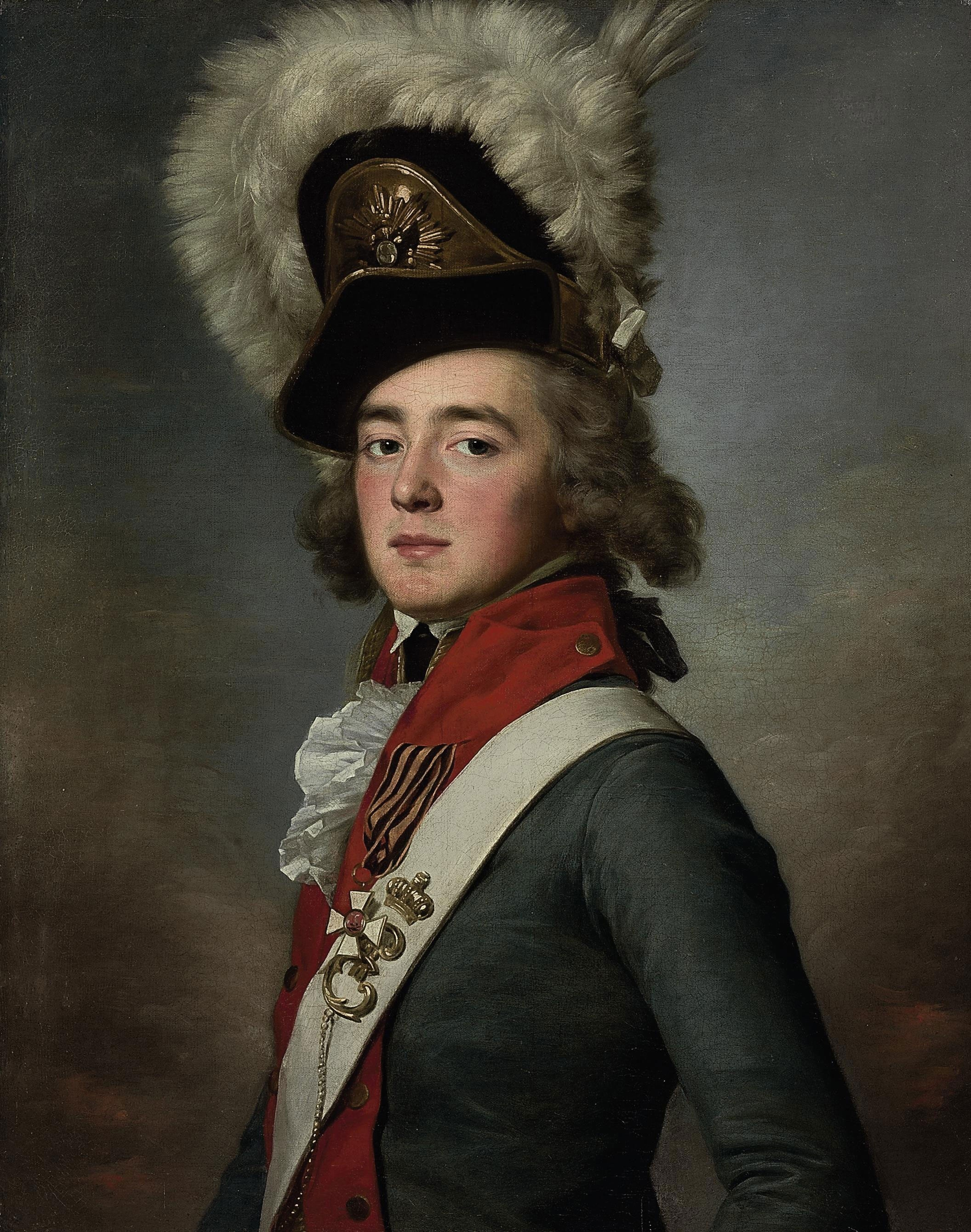
Валериан Зубов
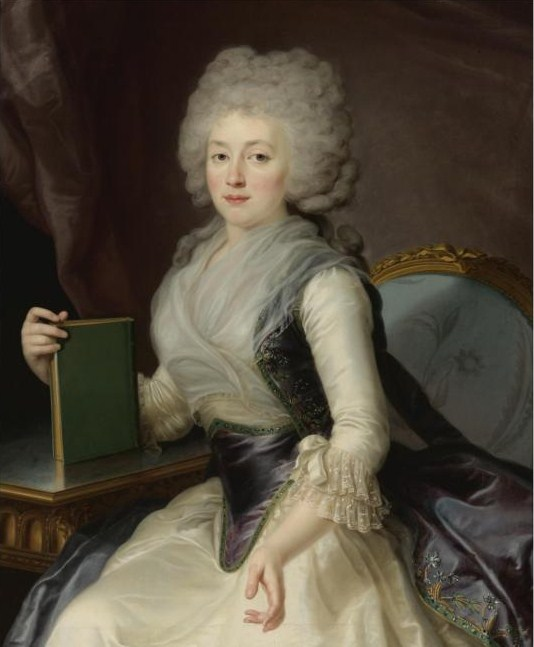
Ольга Жеребцова
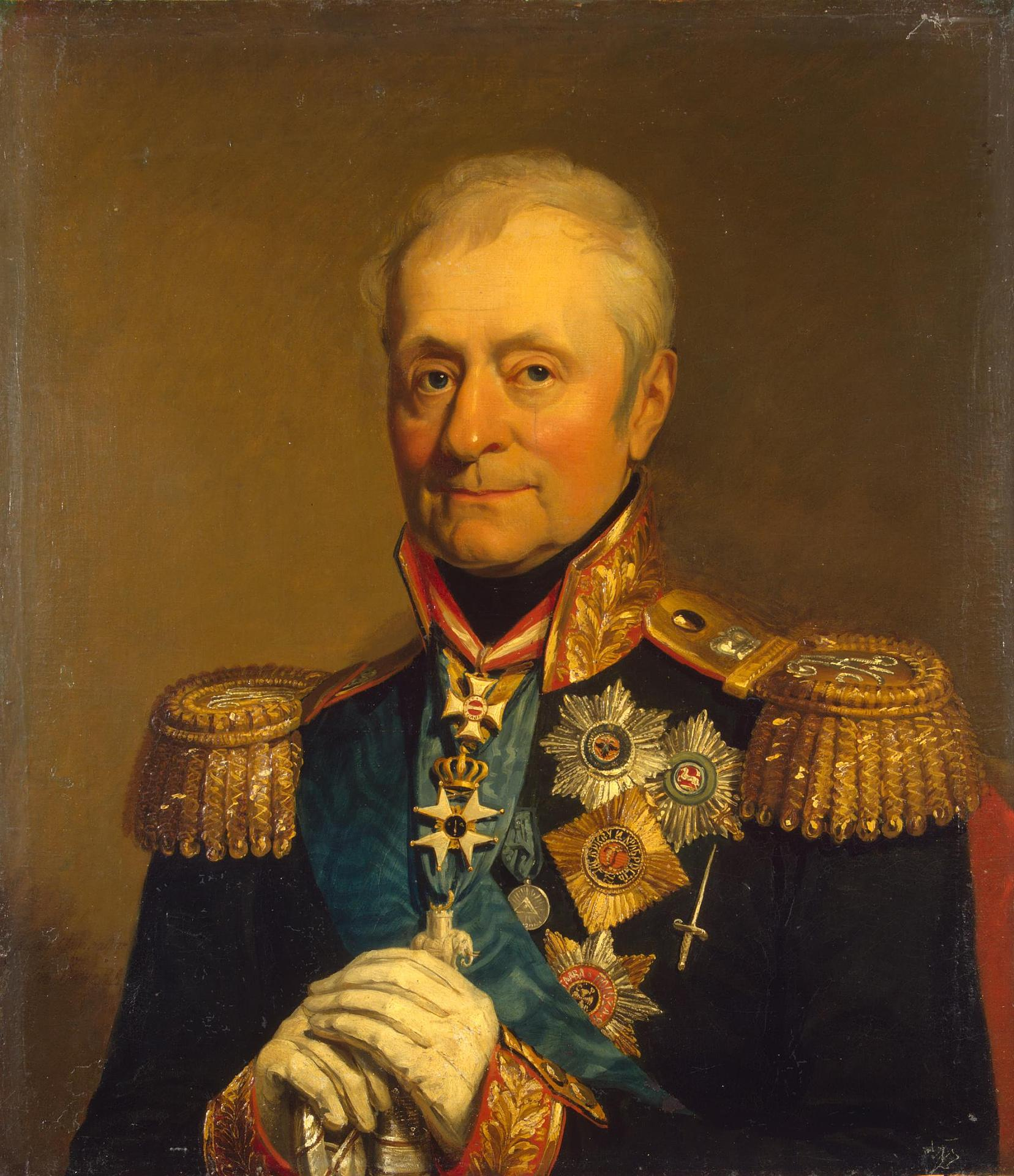
Беннигсен
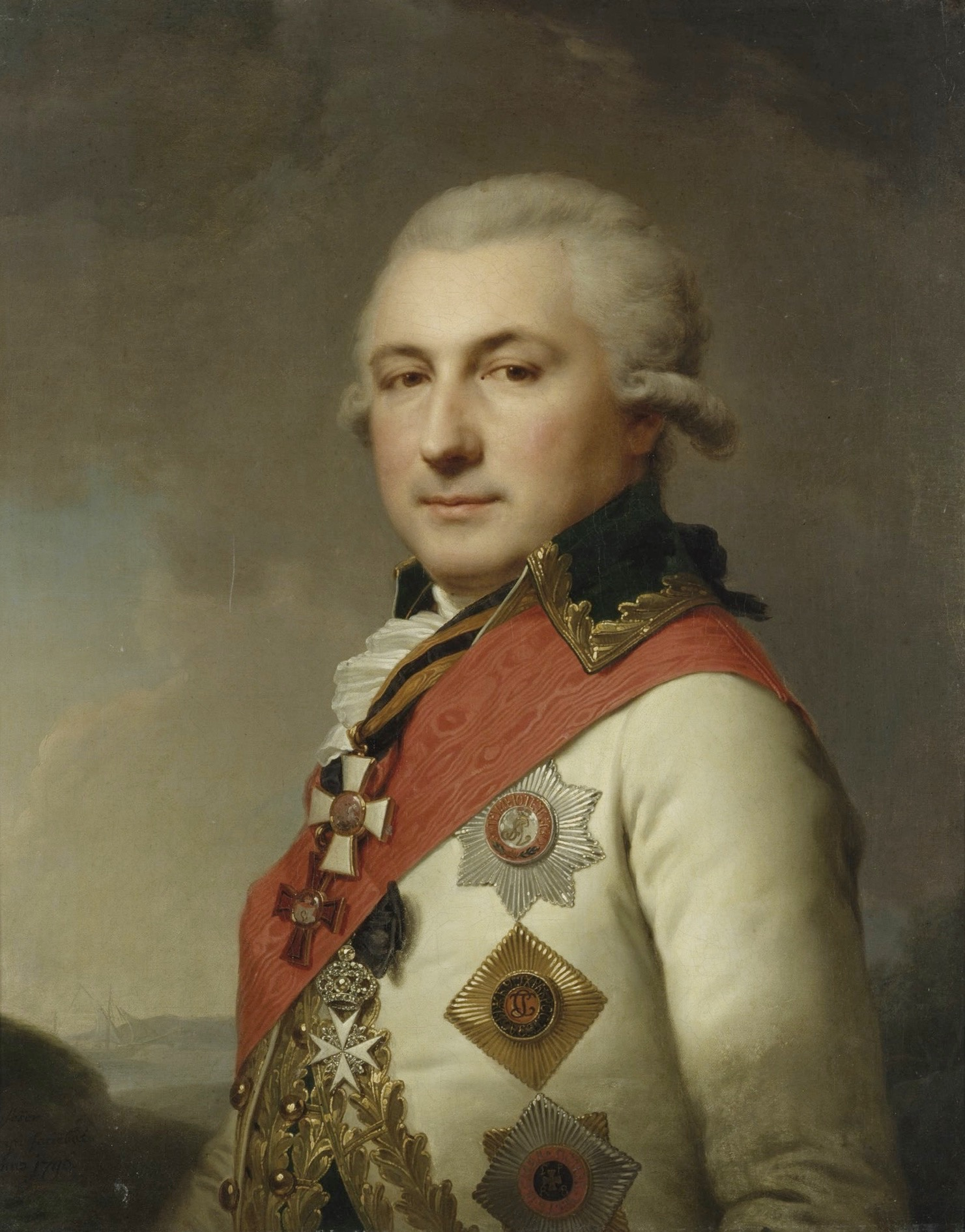
де Рибас
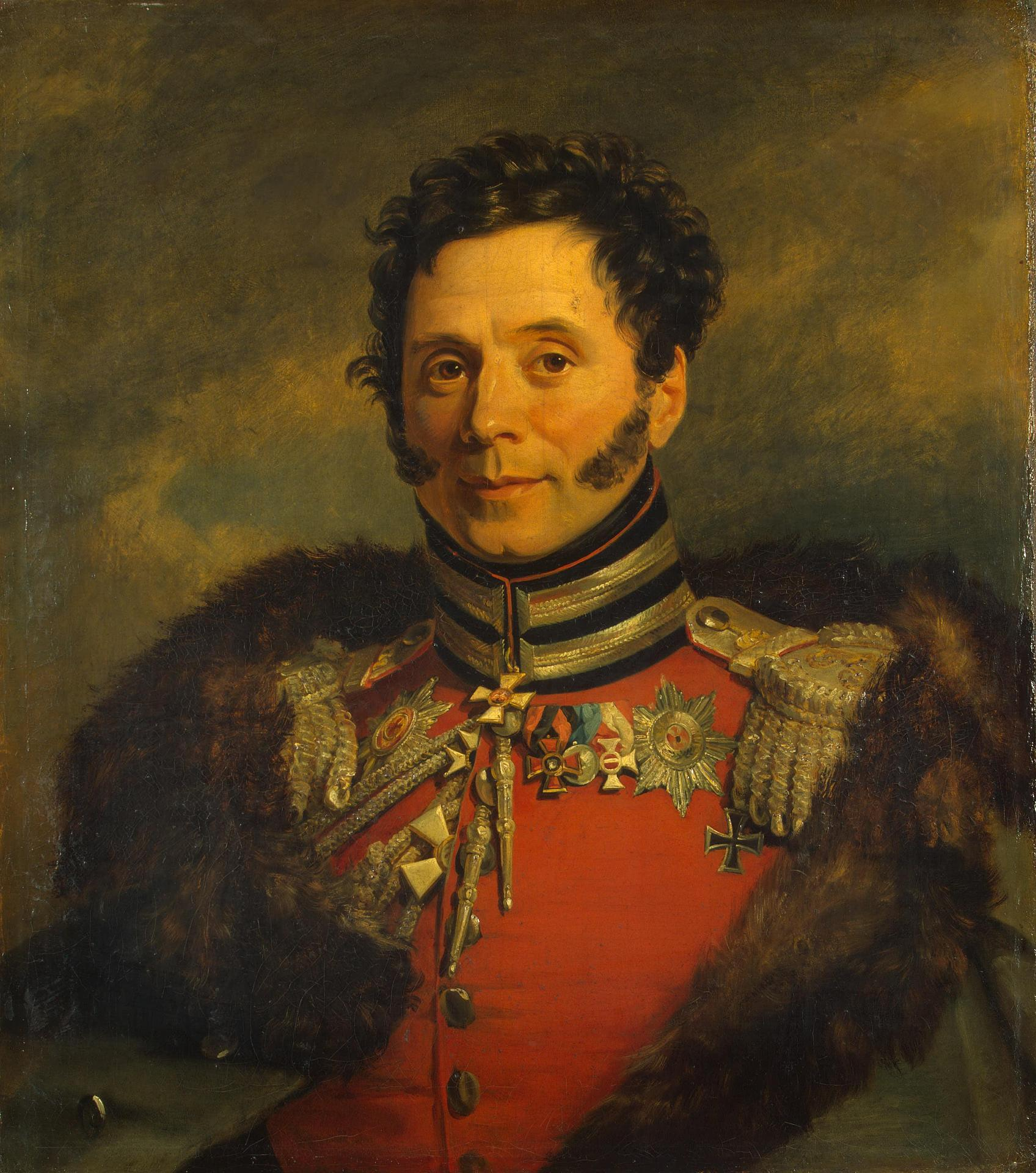
Депрерадович
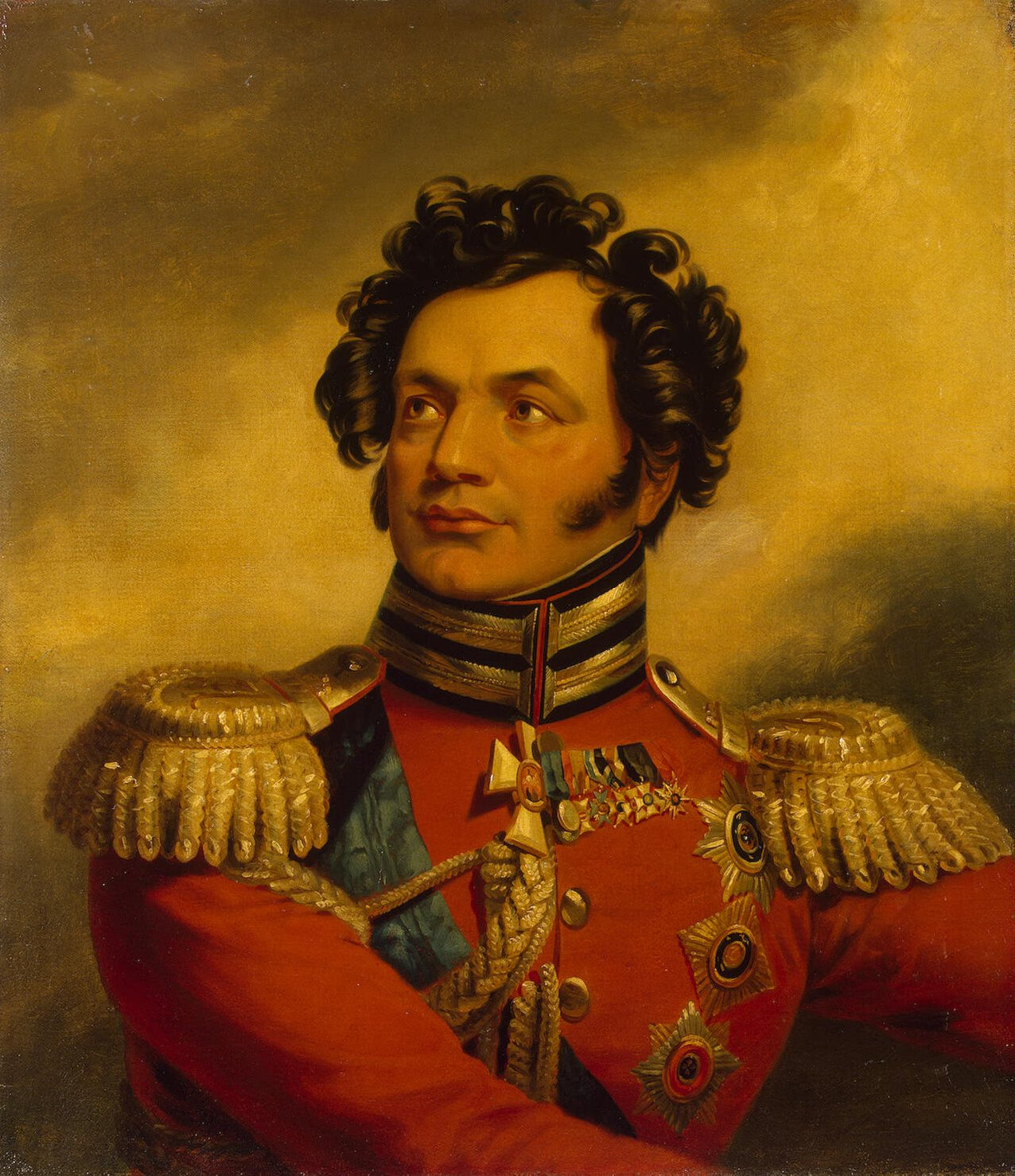
Уваров
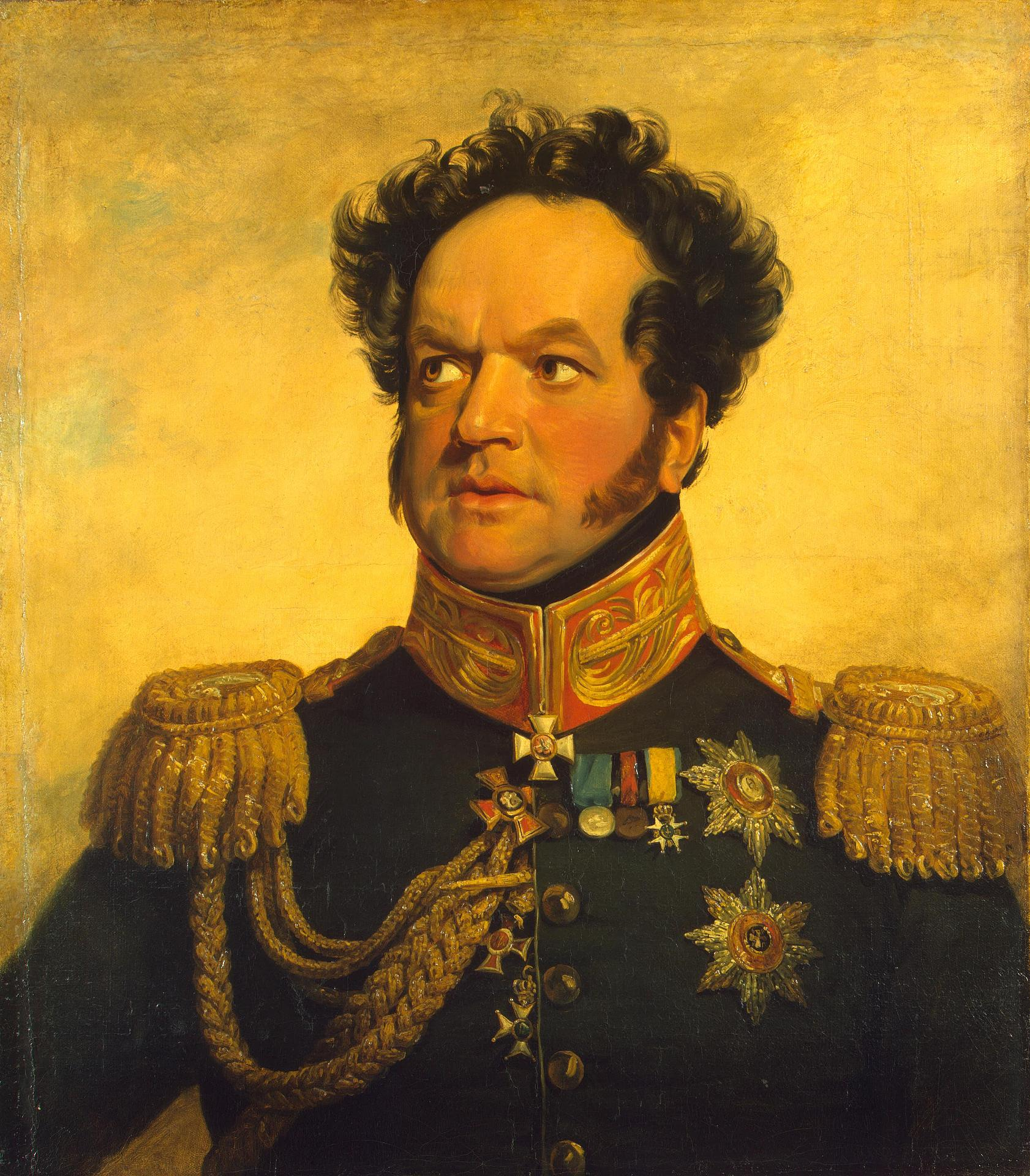
Голенищев-Кутузов
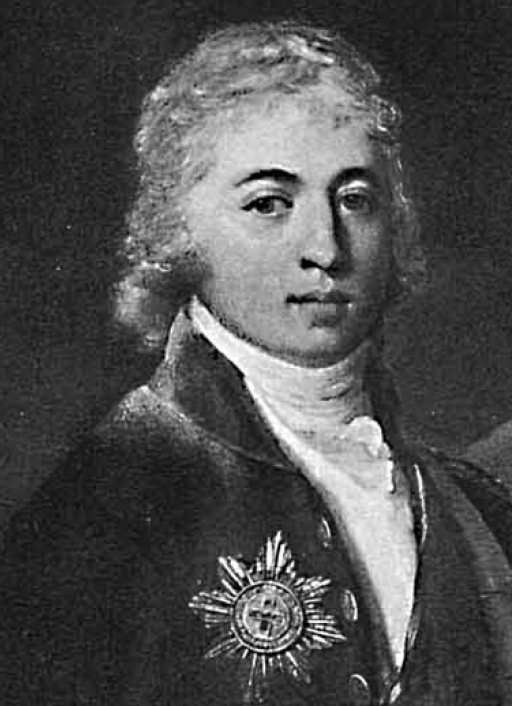
Муравьев-Апостол
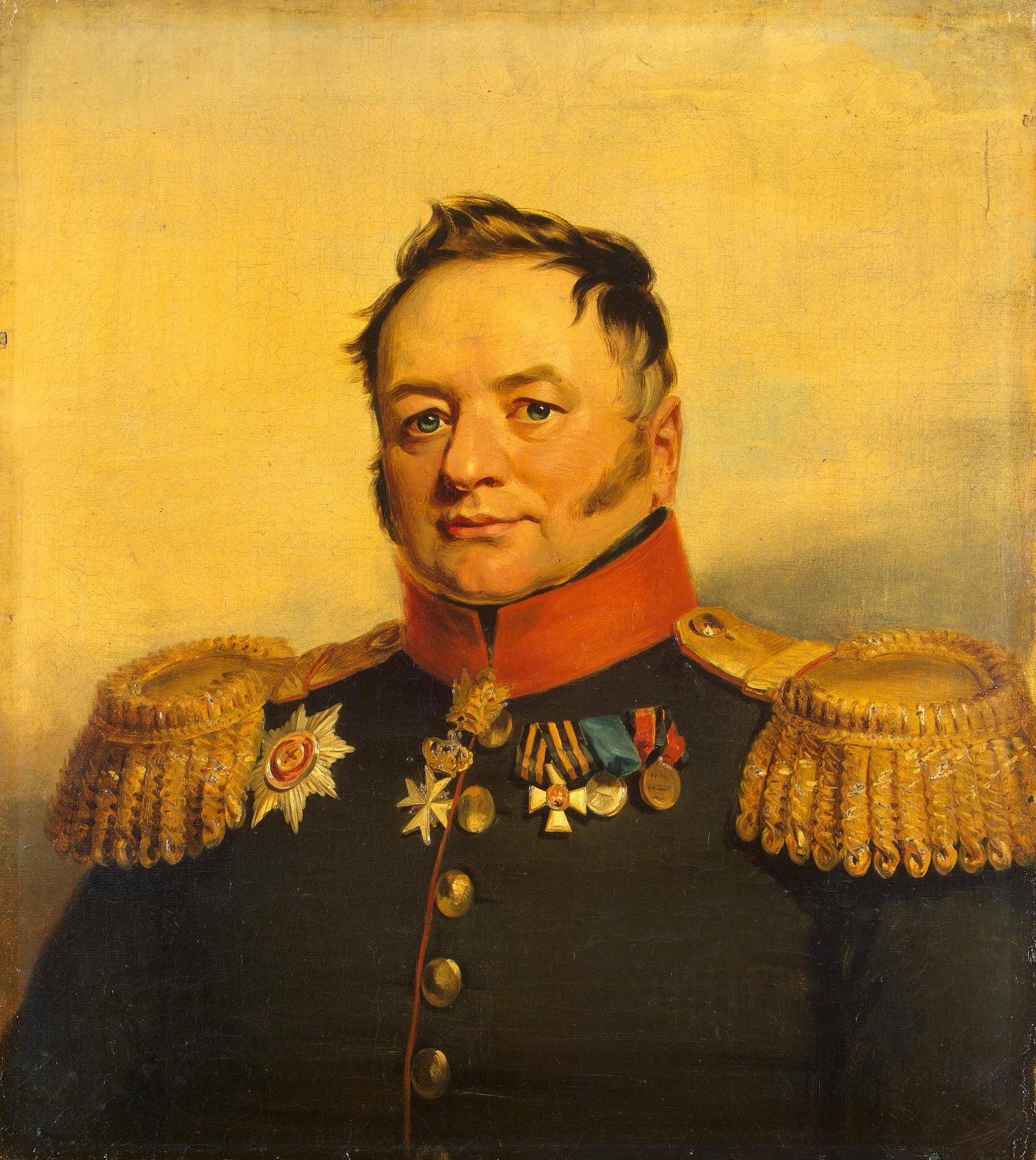
Тучков
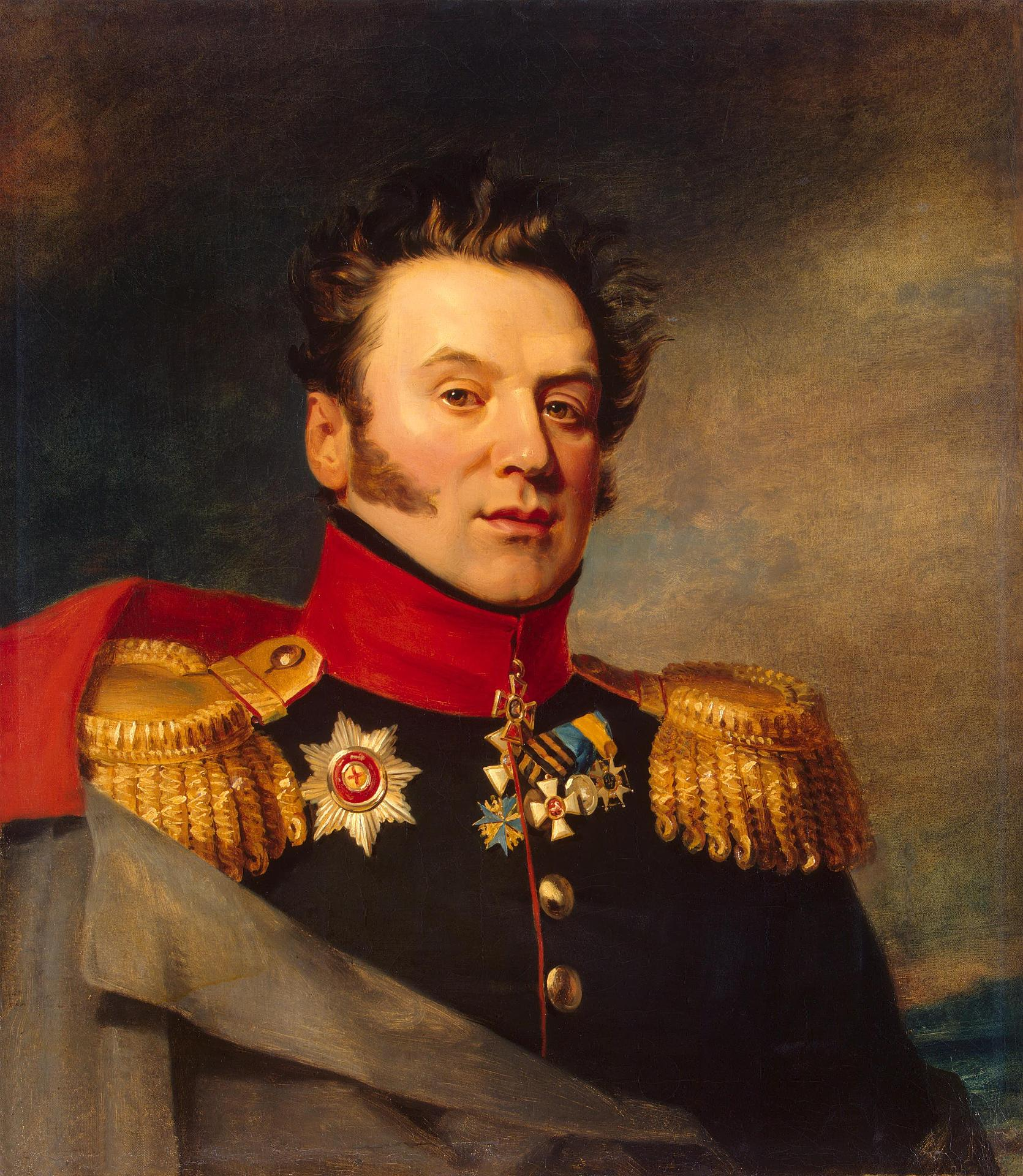
Полторацкий
Марин

#### Бывшие в комнате в момент убийства

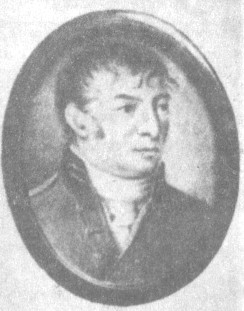
князь Яшвиль (Иашвили Владимир Михайлович) груз. ვლადიმერ მიხეილის ძე იაშვილი
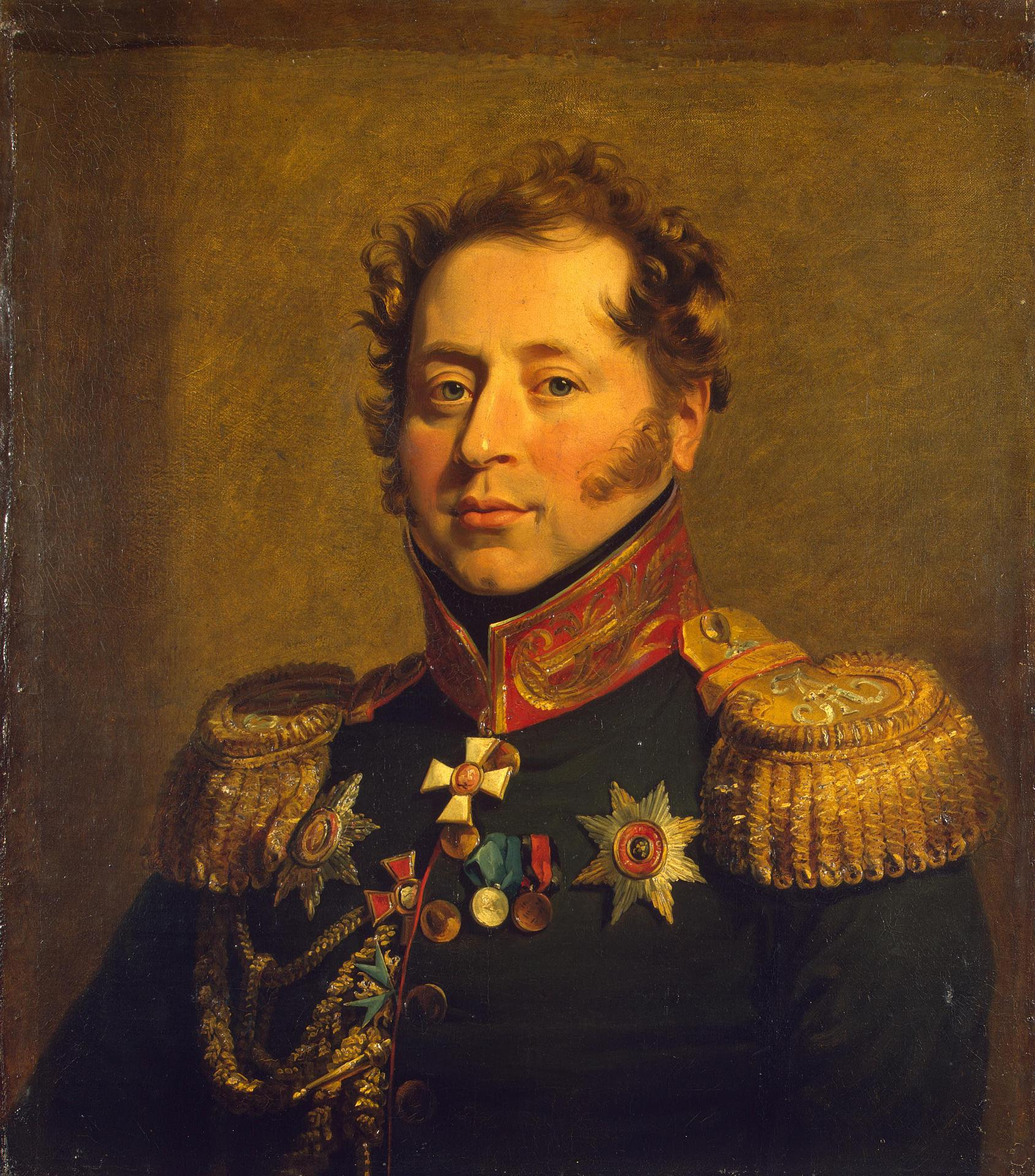
Бороздин
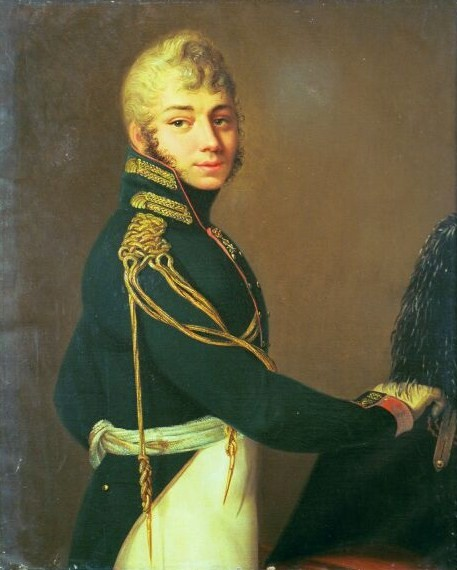
Яков Скарятин
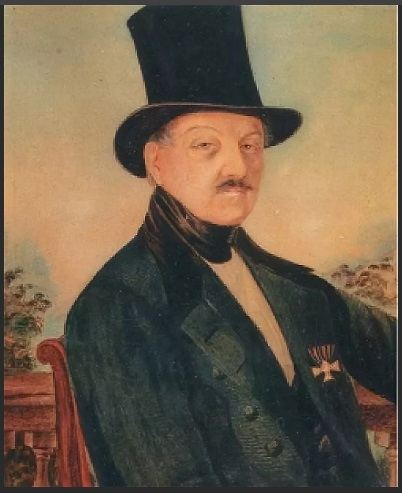
Дмитрий Бологовский

Как традиционно считается, никто из первой группы заговорщиков непосредственно убийством себя не запятнал; хотя Беннигсен и Платон и Николай Зубовы были в числе примерно двенадцати человек, ворвавшихся в спальню, но, как считается, они предусмотрительно покинули её до убийства. По мнению некоторых историков, свидетельства об их отсутствии — выдуманная ими ложь с целью своего обеления.
Список лиц, проникших в спальню, меняется в зависимости от мемуарных указаний:
1. Беннигсен, Леонтий Леонтьевич
2. Зубов, Платон Александрович
3. Зубов, Николай Александрович — обладатель роковой золотой табакерки. По некоторым сведениям, участвовал при начале потасовки, но позже удалился, и окончательно царь был убит без него.
4. Аргамаков, Александр Васильевич
5. Яшвиль (Иашвили) Владимир Михайлович груз. ვლადიმერ მიხეილის ძე იაშვილი, грузинский князь, полковник, начальник конно-гвардейской артиллерии. Самый старший по званию после ухода генералов из комнаты. Многие источники указывают, что, именно  он прервал уговоры Павла подписать отречение и нанёс первый удар царю в висок[11].
6. Татаринов И. М., поручик (полковник?) артиллерист. По указаниям Беннигсена, набросился на императора, действуя одновременно с князем Яшвилем, также упоминается Д. Давыдовым и М. А. Фонвизиным, по сведениям последнего, сослуживец Яшвиля.
7. Горданов, Евсей Степанович (Гордонов, Гарданов), кавалергардский адъютант (поручик?).
8. Скарятин, Яков Фёдорович — обладатель рокового шарфа (или же шарф принадлежал Беннигсену — хотя гусарская форма того времени не предусматривала шарфов; вариант — шарф самого императора), штабс-капитан (поручик) Измайловского полка
9. Бороздин, Николай Михайлович (женат на дочери Жеребцовой)
10. Бологовский, Дмитрий Николаевич
11. Мансуров, Измайловского полка полковник — из записей А. Коцебу и М. А. Фонвизина
12. генерал Чичерин (Вместо последнего принц Евгений Вюртембергский ошибочно называет князя Вяземского).
13. адъютант Лешер де Герцфельдт, отставленный от службы Лейб-Кирасирского полка подполковник[11]. Из дневниковых записей барона К. И. фон-дер Остен-Сакена, бывшего воспитателя великого князя Константина Павловича, по указаниям последнего от 15 апреля 1801 г.; на следующий день после переворота принят на службу и произведён в полковники.
14. некий француз — камердинер Зубова

### Прочие, осведомленные о заговоре
1. Лорд Уитворт (лишь по некоторым свидетельствам) — бывший посол Англии в России. Депеша Уитворта своему кабинету от 18 марта 1800 г. была перехвачена людьми Павла I. Прочитав слова, что «император буквально не в своём уме», царь вскоре высылает Уитворта, и отношения с Англией были фактически разорваны[5].
2. Воронцов, Семён Романович — русский посол в Лондоне был «отсутствующим заговорщиком» и знал о заговоре[5]
3. Трощинский, Дмитрий Прокофьевич — сенатор, отставленный Павлом в 1800 году, по сообщению Беннигсена бывший в квартире П. Зубова накануне убийства. Известен тем, что именно он написал знаменитый манифест о восшествии на престол Александра I, в котором царь отрекался от политики Павла I и торжественно клялся «управлять Богом нам врученный народ по законам и по сердцу в Бозе почивающей августейшей бабки нашей государыни императрицы Екатерины Великий».
4. Цесаревич Александр Павлович — его пытался привлечь на свою сторону Панин. По общепринятому мнению, цесаревич дал молчаливое согласие на свержение отца. Ланжерон пишет: «Александр был поставлен между необходимостью свергнуть с престола своего отца и уверенностью, что отец его вскоре довёл бы до гибели свою империю». Александр, по словам Палена, «знал — и не хотел знать», также Пален говорил Ланжерону: «Я обязан, в интересах правды, сказать, что великий князь Александр не соглашался ни на что, не потребовав от меня предварительно клятвенного обещания, что не станут покушаться на жизнь его отца; я дал ему слово, […] я обнадежил его намерения, хотя был убеждён, что они не исполнятся. Я прекрасно знал, что надо завершить революцию или уже совсем не затевать её и что если жизнь Павла не будет прекращена, то двери его темницы скоро откроются, произойдёт страшнейшая реакция, и кровь невинных, как и кровь виновных, вскоре обагрит и столицу, и губернии».

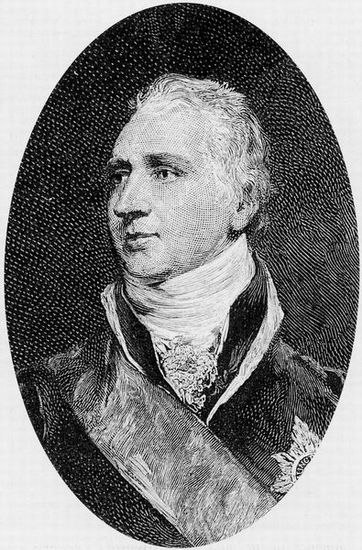
Лорд Уитворт
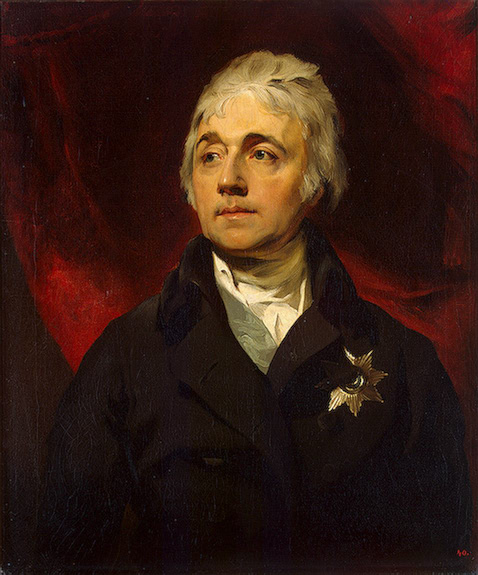
Воронцов
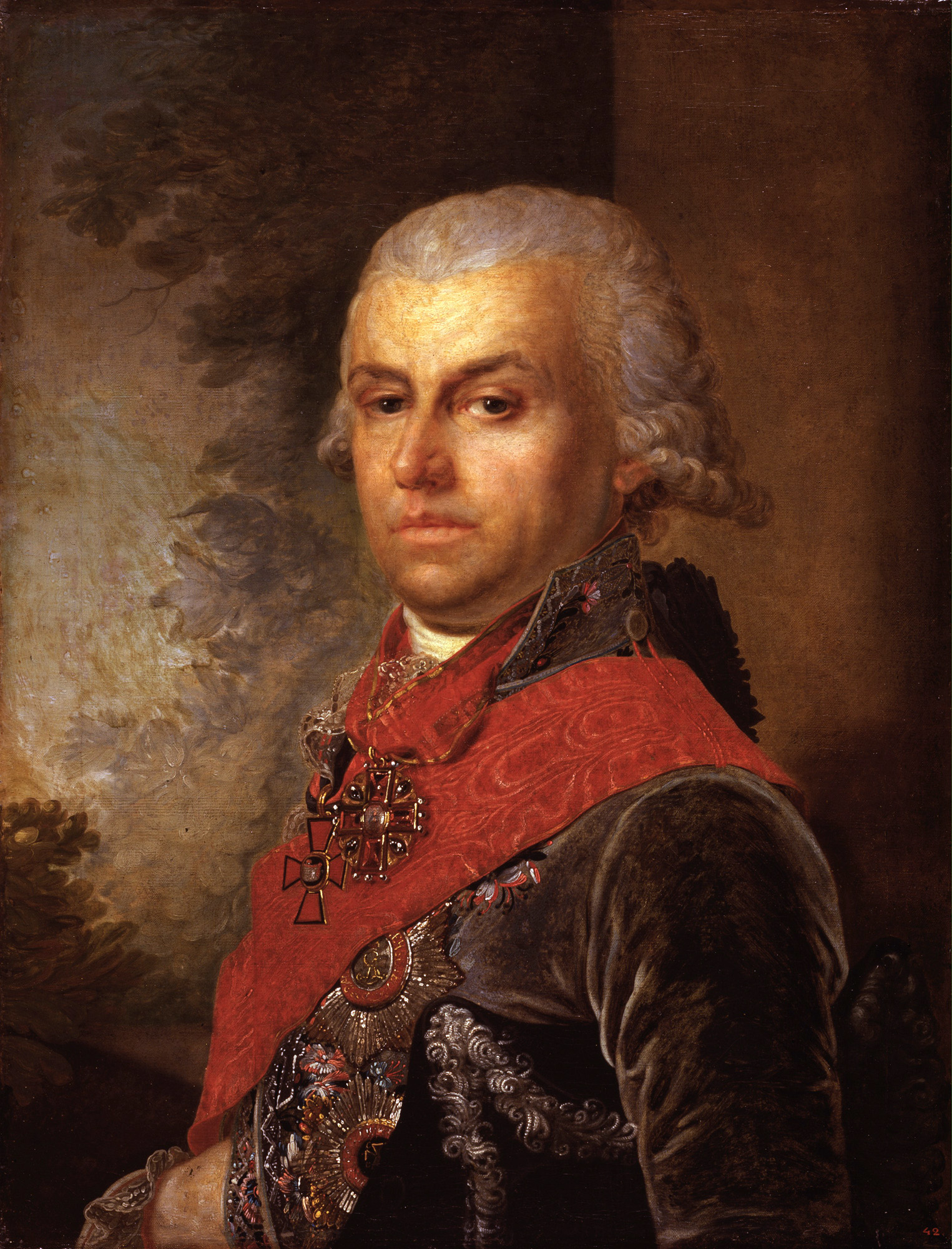
Трощинский

### Место гибели

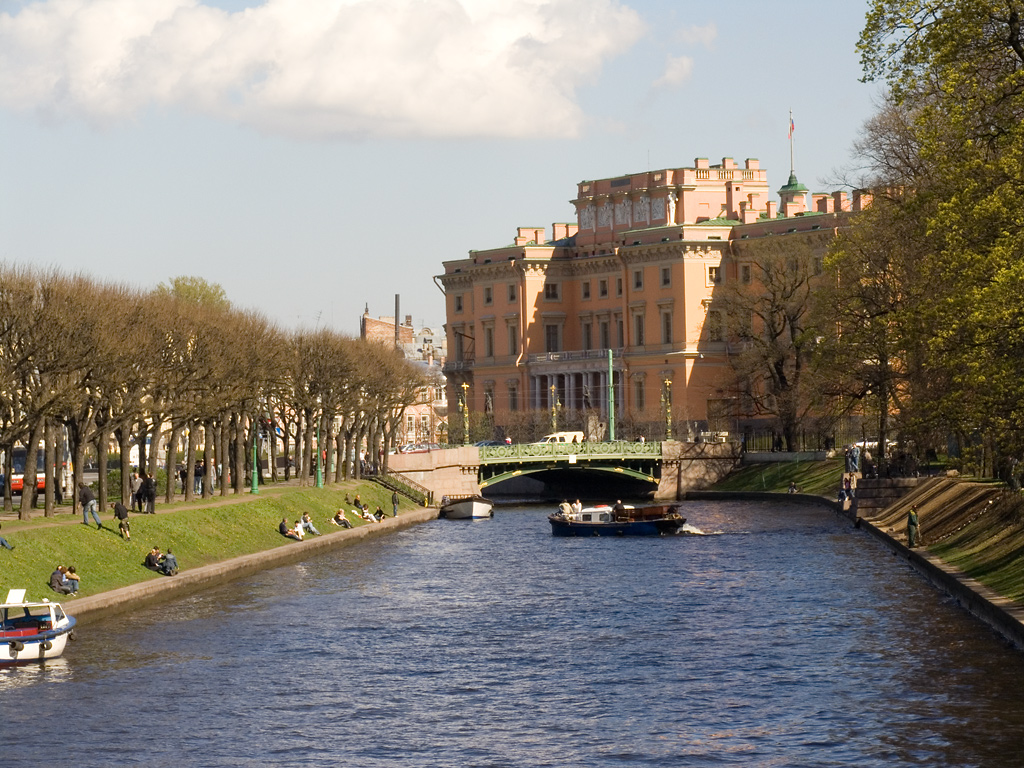
Михайловский замок

Любопытно, что умер царь там же, где родился — здание Михайловского замка возведено на месте деревянного Летнего дворца императрицы Елизаветы Петровны, созданного архитектором Франческо Бартоломео Растрелли, где 20 сентября (1 октября) 1754 года великая княгиня Екатерина Алексеевна родила великого князя Павла Петровича.
Михайловский замок, место гибели Павла, на протяжении многих лет оставался его заветной мечтой. Общий замысел создания замка и первые эскизы его планировки принадлежали самому императору. Работа над проектом будущей резиденции началась в ещё 1784 году, в бытность его великим князем. В процессе проектирования, которое длилось почти 12 лет, он обращался к различным архитектурным образцам, увиденным им во время заграничного путешествия 1781—1782 годов. Указ о строительстве замка был издан в первый же месяц царствования Павла I, 28 ноября (9 декабря) 1796 года. Ради реализации этого дворца были приостановлены многие другие стройки, откуда даже изымался строительный материал. По распоряжению императора строительство велось днем и ночью.
Концепция замка (именно это несвойственное русской архитектуре слово употреблял Павел) соответствовала его рыцарским идеям, в нём также отражено его положение магистра Мальтийского ордена, а стены замка, согласно распространённой легенде, также выкрашены из-за рыцарского поступка царя — по цвету поднятой им перчатки фаворитки на балу. Кроме того, за крепкими стенами замка Павел желал спрятаться, не собираясь оставаться в Зимнем дворце, где происходило так много переворотов. Известно, что царя обуревало множество страхов — например, он боялся быть отравленным.
1 (13) февраля 1801 года Павел и его семья переехали в новый дворец. Последний концерт в Общем Столовом зале состоялся 10 (22) марта 1801 года, на нём, в частности, выступала Мадам Шевалье (которой однажды удалось задеть сердце императора тем, что она пела в платье цвета стен Михайловского замка). А в ночь с 11 (23) марта на 12 (24) марта 1801 года, через 39 дней после столь ожидаемого переезда, Павел был убит в собственной спальне. После смерти Павла царская семья вернулась в Зимний дворец, замок потерял значение парадной резиденции, перешел в ведение Министерства Императорского двора и постепенно пришел в запустение.

### Развитие событий
Заговор приобрел четкие очертания к концу 1800 года.
24 февраля благодаря интриге Фёдор Ростопчин попал в опалу у Павла, таким образом, был удален главный соперник Палена, в то время фактически управлявший государем, и больше ничто не препятствовало последнему перейти к последней стадии заговора.
3 марта 1801 Александр Рибопьер дерется на дуэли с юным князем Б. Святополк-Четвертинским, император подумал, что из-за его фаворитки Анны Гагариной. Павел отправил в ссылку мать и сестер провинившегося, конфисковал их имущество, запретил на почте принимать их письма, арестовал на сутки наследника (вовремя не представившего отцу рапорт о дуэли), наказал Палена, самого Рибопьера заключил в крепость. Пален использует этот вызывавший в обществе сочувствие эпизод как один из поводов.
Вероятно, заговорщики хотели приурочить развязку к 15 марта — «мартовским идам», принесшим смерть тирану Цезарю, но сторонние события ускорили принятие решения, так как император к вечеру или ночью 8 марта пришел к выводу, будто «хотят повторить 1762 год». Возможно, донос царю написал В. П. Мещерский, в прошлом шеф Санкт-Петербургского полка, квартировавшего в Смоленске, возможно — генерал-прокурор П. Х. Обольянинов. Гейкинг пишет, видимо, опираясь на Палена: «Как ни старались скрыть все нити заговора, но генерал-прокурор Обольянинов, по-видимому, всё-таки заподозрил что-то. Он косвенным путём уведомил государя, который заговорил об этом со своим любимцем Кутайсовым; но последний уверял, что это просто коварный донос, пущенный кем-нибудь, чтобы выслужиться».
Пален позже рассказывал, что 9 марта император вызвал его к себе и спросил насчет заговора, Пален признался в участии в нём, обставив дело так, что принял это решение, чтобы стать «пятой колонной» и выведать всё ради благополучия государя. В дело вовлечены лучшие тайные агенты, говорит Пален. В связи с этим упоминается малоизвестный князь осетинского происхождения Михаил Валиев, которого Пален называет своими глазами и ушами в среде заговорщиков. В итоге Пален, используя своё обаяние, убеждает императора в отсутствии опасности. Современник Толь пишет: «Если сцена Палена с царем и не прямая басня, то легенда, над которой Пален в течение жизни имел обыкновение посмеиваться. Кое-что действительно было, но звучало совсем иначе, когда граф Пален сам рассказывал в своем кругу: император сказал ему однажды на утренней аудиенции известные слова („Говорят, что против меня имеется заговор и ты — один из заговорщиков“); Пален же, смущенный и испуганный, не нашел сначала ничего лучшего, как на несколько мгновений задержаться в поклоне, чтобы собраться с мыслями и чтобы царь не мог ничего прочитать у него в глазах. Только после того, как он догадался быстрым усилием вернуть своему лицу обычное выражение, рискнул выпрямиться. Однако в спешке не нашел лучшего ответа, чем следующий (произнесенный все ещё с опущенными глазами): „Как может такое случиться, когда у нас есть Тайная экспедиция?“ — „Это верно“, — ответил на это император, внезапно совершенно успокоенный, и оставил этот опасный предмет». По Чарторыйскому, Павел объявляет Палену, что знает о заговоре. «Это невозможно, государь, — отвечал совершенно спокойно Пален. — Ибо в таком случае я, который все знаю, был бы сам в числе заговорщиков». — Этот ответ и добродушная улыбка генерал-губернатора совершенно успокоили Павла.

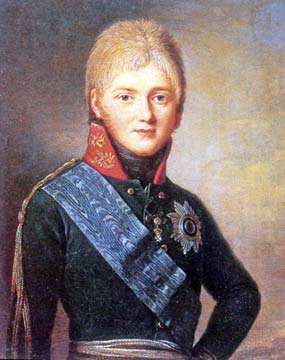
Юный Александр в 1802 году

Указывают, что в Павле возбуждают подозрения против его жены, и он боится, как бы она не поступила так же, как его мать Екатерина поступила с его отцом. Возможно, поэтому дверь в покои императрицы была заперта (заколочена). Также царь опасается отравы и велит, чтобы «кушанья ему готовились не иначе как шведской кухаркою, которая помещена была в небольшой комнатке возле собственных его покоев». С целью обезопасить себя Павел также вызвал в столицу двух опальных генералов Линденера и Аракчеева, но это лишь ускорило исполнение заговора. Эйдельман поставил под сомнение правдивость этого вызова и спросил, не был ли слух о скором приезде этих вояк очередной провокацией Палена.
После этой опасной беседы с императором Пален тайно видится с Александром и будто бы показывает ему указ, осуждающий его мать, его и Константина. Пален якобы просит для переворота завтрашний день, 10 марта; Александр просит 11-е, и об этой просьбе Пален многим позже расскажет, понимая, что наследник не сможет опровергнуть: «Великий князь заставил меня отсрочить до 11-го дня, когда дежурным будет третий батальон Семёновского полка, в котором он был уверен ещё более, чем в других остальных. Я согласился на это с трудом и был не без тревоги в следующие два дня». В этот день император окончательно соглашается на совместную экспедицию с французами в Индию начиная с весны 1801 г.
10 марта он освобождает из крепости Рибопьера. В тот же день архиепископ Амвросий (Подобедов) пожалован петербургским митрополитом, и этот факт тут же рождает слух, будто новый владыка нужен для расторжения старого царского брака и заключения нового. В тот вечер устраивается последний концерт в Михайловском замке. Принц Евгений Вюртембергский свидетельствует: «…царица испуганно смотрела вокруг и, казалось, хотела понять, какими новыми, несущими беду мыслями занят её муж. Тот бросал только дикие взгляды, и я удивлялся, почему он в таком настроении не откажется от концерта. (…) После концерта государь, как обычно, удалился, но его удаление, ожидаемое дольше, чем обычно, сопровождалось поведением, ставшим мне понятным только спустя некоторое время. Когда открылись боковые двери, он подошел к государыне, стоявшей справа, остановился перед ней, насмешливо улыбаясь, скрестил руки, непрестанно пыхтя по своему обыкновению, что он делал, находясь в высшей степени нерасположения, и затем те же угрожающие жесты повторил перед обоими великими князьями. Наконец, он подошел к графу Палену, с мрачной миной прошептал ему на ухо несколько слов и затем пошел ужинать. Все молча последовали за ним, охваченные страхом. (…) Государыня заплакала, и вся семья ушла глубоко опечаленная». Одна из фрейлин шепчет что-то на ухо Дибичу, ему позже говорят, что юная дама говорила о возможных способах устроить принцу побег из дворца и спрятать его в подготовленном убежище.

#### Замысел непосредственного переворота
По реконструкции Эйдельмана:
1. «Нужные перемещения гвардейских полков: отодвинуть не слишком захваченных заговором конногвардейцев, измайловцев, но выдвинуть вперёд преображенцев (Талызин), семёновцев (Депрерадович). В каждом гвардейском полку иметь хоть несколько офицеров, на которых можно рассчитывать: одни из них должны действовать в полках, пресекая возможный контрудар; другие — идти ко дворцу или во дворец (отсюда, кстати, разнобой в сведениях о численности заговорщиков)».
2. «Солдаты ничего знать не должны, но к нужному часу быть у дворца тем гвардейским частям, которые сравнительно надежны, более преданны наследнику, более насыщены офицерами-заговорщиками. Это прежде всего 3-й и 4-й батальоны Преображенского полка, 1-й и 3-й батальоны Семёновского, на которые приходится приблизительно 30 офицеров-заговорщиков, то есть по 7-8 на батальон».
3. Серия встреч офицеров и генералов-заговорщиков с постепенным увеличением количества приглашенных лиц, пока не настанет момент непосредственно перед выходом объявить о бунте против Павла в максимально широком кругу. («Отсюда план нескольких ужинов, объединяемых затем на квартире Талызина, самой близкой ко дворцу»).
4. «Идея двух офицерских колонн, которые войдут во дворец: одна — во главе с Паленом, другая — с Беннигсеном»: одна «официальная группа», другая — «ударная».
5. «Подготовлен список людей, занимающих важнейшие посты и достаточно преданных Павлу; их в нужный момент должны арестовать или изолировать». Сенатору Трощинскому «предназначалось доставить другим сенаторам приказ собраться, лишь только арестуют императора».

### Предзнаменования
- Существуют легенды, связанные с убийством Павла в замке: рассказывают, что за несколько месяцев до смерти императора якобы появилась в Петербурге юродивая (по некоторым версиям — Ксения Петербургская), которая предрекла, что жить ему столько лет, сколько букв в надписи над Воскресенскими воротами нового Михайловского дворца. В библейском афоризме «ДОМУ ТВОЕМУ ПОДОБАЕТЪ СВЯТЫНЯ ГОСПОДНЯ ВЪ ДОЛГОТУ ДНЕЙ» сорок семь символов. Сорок седьмой год шел Павлу, когда он был убит[12]. В 1901 году в очерках, изданных к 200-летнему юбилею Петербурга, В. М. Суходрев упоминает об этом тексте как о существующем, то же повторяет В. Я. Курбатов в 1913 году. В дальнейшем о надписи больше не упоминают, она исчезла, оставив черные точки на поле фриза над Воскресенскими воротами замка (места крепления букв)[13]. В настоящее время при последней реконструкции надпись восстановлена.
- «11 марта Павел I весь день подходил к дворцовым зеркалам и находил, что лицо его отражается в них с искривленным ртом. Придворные из этого повторяемого замечания заключали, что заведующий дворцами князь Юсупов впал в немилость. Этого же числа, вечером, Павел долго беседовал с М. И. Кутузовым. Наконец, между ними разговор зашел о смерти. „На тот свет идтить — не котомки шить“, — были прощальными словами Павла I Кутузову»[4].
- С. М. Голицын о последнем обеде: «Ужин, как обыкновенно, кончился в половине десятого. Заведено было, что все выходили в другую комнату и прощались с государем, который в 10 часов бывал уже в постели. В этот вечер он также вышел в другую комнату, но ни с кем не простился и сказал только: „Чему быть, тому не миновать“. Вот какое предчувствие имел император Павел».
- Ланжерон пишет: «Вот как Кутузов мне рассказывал: "После ужина император взглянул на себя в зеркало, имевшее недостаток и делавшее лица кривыми. Он посмеялся над этим и сказал мне: „Посмотрите, какое смешное зеркало; я вижу себя в нём с шеей на сторону“. Это было за полтора часа до его кончины"».

## Хронология событий

### День 11 марта
- Император встает между четырьмя и пятью утра, с пяти до девяти работает. Утренний доклад Палена по международным делам.
- В 9 часов утра Павел в сопровождении наследника отправляется «осматривать войска». В 10 часов — обычный плац-парад.
- Саблуков пишет, как отвечает Пален на вопрос императора о мерах безопасности: «Ничего больше не требуется. Разве только, ваше величество, удалите вот этих якобинцев» (при этом он указал на дверь, за которою стоял караул от конной гвардии) «да прикажите заколотить эту дверь» (ведущую в спальню императрицы). Оба этих совета злополучный монарх не преминул исполнить, как известно, «на свою собственную погибель»[5].
- Вельяминов-Зернов: собрав офицеров гвардии на своей квартире (как это часто бывало), Пален объявил особое неудовольствие государя их службой и угрозу всех сослать. «Все разъехались с горестными лицами и с унынием в сердце. Всякий желал перемены».
- C 11 часов утра Павел прогуливается верхом вместе с Кутайсовым.
- Император обедает вместе с приближенными в час дня. Пален тем временем рассылает пригласительные билеты на ужин у себя посвященным лицам.

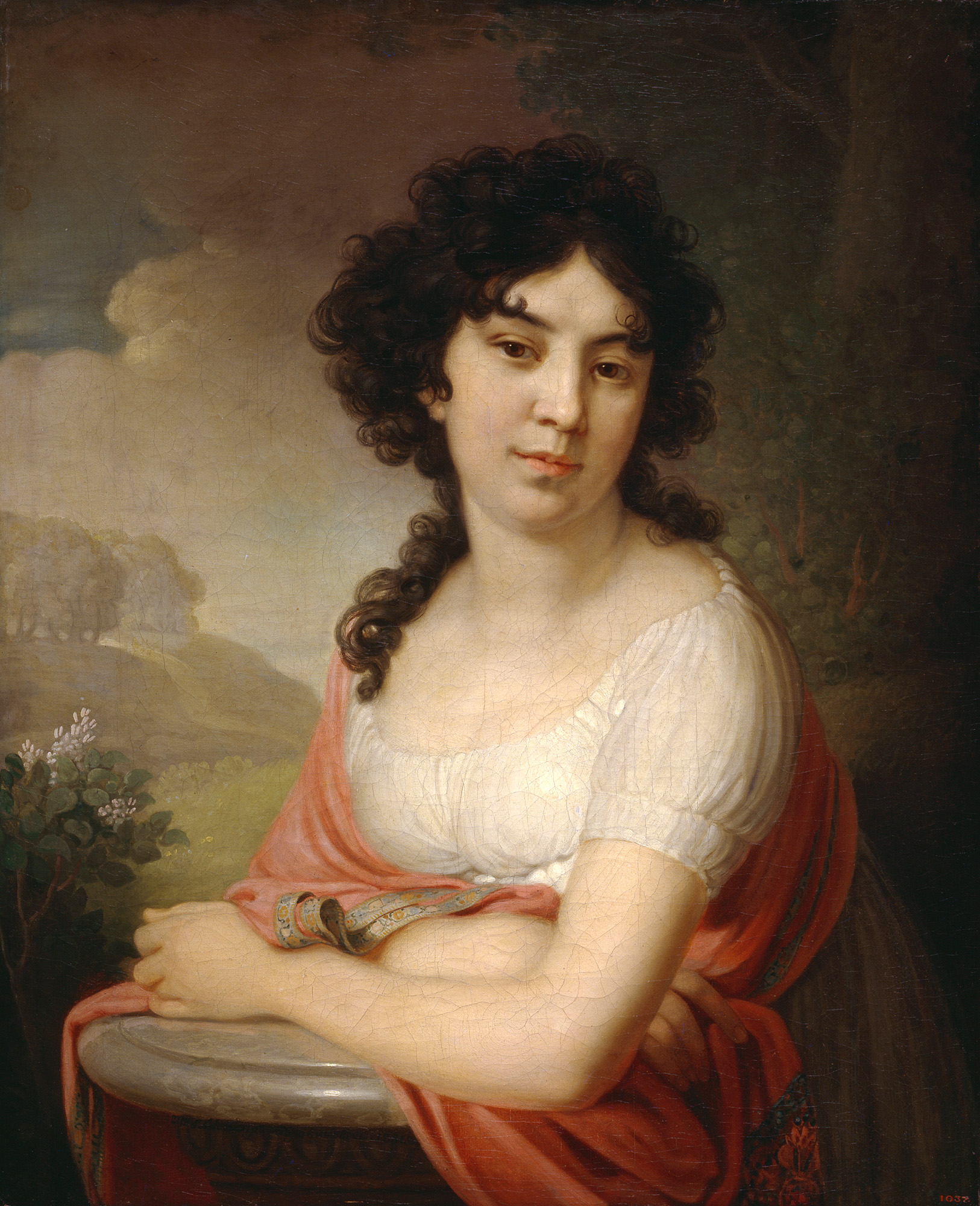
Анна Лопухина (Гагарина) — фаворитка императора

- Удаление верных Павлу войск: «ночью, когда зоря была уже пробита, Семёновскому 3-му батальону (его шефом был цесаревич Александр) приказано было одеваться; его повели в Михайловский замок, чтоб сменить Преображенский батальон, занимавший караулы в замке. Эта смена совершилась под предлогом, что на другой день, 12 марта, Павел I будет рано смотреть Преображенский полк. Семёновцы заняли все посты в замке, кроме внутреннего пехотного караула, находящегося около залы, называемой уборной, смежной со спальней Павла I. Караул этот оставили из опасения, чтобы движением смены не разбудить императора»[4].
- Я. И. де Санглен пишет в своих мемуарах, что в этот день «Павел заставил присягать всю императорскую фамилию, за исключением малолетних, не вступать с заговорщиками ни в какую связь».
- После император позволил сыновьям (находившимся под арестом) ужинать с ним. В 9 часов вечера Павел выходит к ужину. Приглашены: Александр и Константин с женами, великая княжна Мария Павловна; жена главного заговорщика статс-дама Пален и её дочь, фрейлина Пален, камер-фрейлина Протасова, фрейлина Кутузова 2-я, статс-дама Ренне, статс-дама графиня Ливен; Кутузов, Строганов, Нарышкин, обер-камергер граф Шереметев, шталмейстер Муханов, сенатор князь Юсупов[5]. В воспоминаниях одного из современников зафиксировано: «За ужином 11 марта 1801 года употреблен был в первый раз новый фарфоровый прибор, украшенный разными видами Михайловского замка. Государь был в чрезвычайном восхищении, многократно целовал рисунки на фарфоре и говорил, что это был один из счастливейших дней его жизни».[14] В половину десятого ужин закончился, и государь ушел к себе, имея обыкновение ложиться в десять.
- Обед у Платона Зубова в 10 часу вечера. Беннигсен: «От Палена я отправился к генерал-прокурору Обольянинову, чтобы проститься, оттуда часов в 10 приехал к Зубову. Я застал у него только его брата, графа Николая, и трех лиц, посвященных в тайну. (…) Князь Зубов сообщил мне условленный план, сказав, что в полночь совершится переворот. Моим первым вопросом было: кто стоит во главе заговора? Когда мне назвали это лицо [цесаревича], я не колеблясь примкнул к заговору». По другой записи рассказа Беннигсена, там было не три человека, а тридцать.
- В одиннадцатом часу вечера Павел посылает пажей с письмами и обходит некоторые посты в Михайловском замке.
- Император закрывает внешнюю дверь; караульный солдат Агапеев припомнит, что государь молился у иконы в прихожей.
- Лейб-медик Гриве дает императору лимонно-мятную настойку.
- Павел проводит час у своей фаворитки Гагариной, спустившись к ней по потаенной лестнице. Там он, возможно, также общается с её мужем, а также пишет раздраженную записку, предназначенную больному Ливену.
- Заговорщики ужинают у Палена. Он приказывает всем прийти при параде, в форме, в лентах и орденах. «Мы застали комнату полной офицеров, — рассказывает Беннигсен, — они ужинали у генерала, причем большинство находилось в подпитии». «Все были по меньшей мере разгорячены шампанским, которое Пален велел подать им (мне он запретил пить и сам не пил)». Там находилось около 40-60 человек (собравшихся по билетам, разосланным Паленом). Платон Зубов, которому высокое положение при прежнем царствовании придает особую значимость, объявляет собравшимся (из 2 и 3 категорий заговорщиков) об истинных планах сборища — вернее, о плане низвержения и ареста императора, указывая, что Александр дал на это санкцию, а Екатерина с самого начала хотела передать престол внуку. Саблуков пишет: «В конце ужина, как говорят, Пален как будто бы сказал: „Напоминаю, господа, чтобы съесть яичницу — нужно сначала разбить яйца“». Козловский указывает: «Заговорщики спрашивали Палена, как поступить им с императором. На это отвечал он им французской поговоркой: „Когда готовят омлет, разбивают яйца“». Предварительно было решено заключить его в Шлиссельбург.

### Заговорщики проникают в замок
Когда на мрачную Неву

Звезда полуночи сверкает

И беззаботную главу

Спокойный сон отягощает,

Глядит задумчивый певец

На грозно спящий средь тумана

Пустынный памятник тирана,

Забвенью брошенный дворец —

И слышит Клии страшный глас

За сими страшными стенами,

Калигулы последний час

Он видит живо пред очами,

Он видит — в лентах и звездах,

Вином и злобой упоенны,

Идут убийцы потаенны,

На лицах дерзость, в сердце страх.

Молчит неверный часовой,

Опущен молча мост подъемный,

Врата отверсты в тьме ночной

Рукой предательства наемной...
- Получив сигнал о движении полков, Пален предлагает офицерам разделиться на две группы. Вельяминов-Зернов пишет: «Пален сказал: „Покуда, господа, вам надобно разделиться — некоторые пойдут со мною, другие с князем Платоном Александровичем. Разделяйтесь…“ Никто не тронулся с места. „А, понимаю“, — сказал Пален и стал расстанавливать без разбора по очереди, одного направо, другого налево, кроме генералов. Потом, обратясь к Зубову, сказал: „Вот эти господа пойдут с вами, а прочие со мною; мы и пойдем разными комнатами. Идем“. Все отправились в Михайловский замок». Группа Палена идет к парадному входу во дворец (это «официальная» группа, при ней находится генерал-губернатор с правом пресечь любую случайность, например арестовать любого сторонника Павла «именем закона»), Зубову предназначена ударная группа.
- Колонна Зубова — Беннигсена идет за капитаном Аргамаковым через Садовую к Рождественским воротам Михайловского замка. Другая, во главе с Паленом, через Невский проспект, через главный вход под Воскресенскими воротами. В итоге при подходе ко второму этажу поредевшая группа убийц составляет 10-12 человек.
- 0:00. Заговорщики проникают во дворец. Они поднимают шум, и войска пытаются поднять тревогу (2 тревоги: Преображенская, которую успокаивает С. Марин, и Семёновская, утихомиренная К. М. Полторацким).
- Заговорщики подходят к царским комнатам. «В темном коридоре, у дверей спальни Павла I, находилась икона; близ неё стоял на часах рядовой Агапеев. Когда заговорщики вступили в коридор, один из них, а именно граф Зубов, ударил Агапеева саблей по затылку так сильно, что тот упал, обливаясь кровью. Затем они постучались в спальню. Комнатный гусар [Кириллов], приотворив дверь, чтобы узнать, кто стучит, подвергся участи Агапеева»[4] (оба пострадавших остались в живых).
- Аргамаков, имевший право свободного доступа во дворец как полковой адъютант, постучал в запертые двери прихожей. Дождавшись ответа сонного камердинера, он сказал ему, что уже шесть часов и пора докладывать государю о состоянии полка. «Как шесть часов, — возразил камердинер, — нет ещё и двенадцати, мы только что легли спать». — «Вы ошибаетесь, — ответил Аргамаков, — ваши часы, вероятно, остановились, теперь более шести часов. Из-за вас меня посадят под арест, отпирайте скорее». Обманутый камердинер отпер дверь[15]. По другой версии, было сообщено о пожаре. В этот момент Платона Зубова охватывает паника, он пытается скрыться, но его останавливает Беннигсен. Чарторыйский пишет: «… Когда во дворце раздались крики, поднятые камер-лакеями Павла, шедший во главе отряда Зубов растерялся и уже хотел скрыться, увлекая за собой других, но в это время к нему подошел генерал Беннигсен и, схватив его за руку, сказал: „Как? Вы сами привели нас сюда и теперь хотите отступать? Это невозможно, мы слишком далеко зашли, чтобы слушаться ваших советов, которые ведут нас к гибели. Жребий брошен, надо действовать. Вперёд“. Слова эти я слышал впоследствии от самого Беннигсена».
- Павел, услышав шум, попытался сбежать через двери, которые вели в комнаты Марии Фёдоровны. Это была опускная дверь, замыкавшая потайную лестницу, ведущую в покои его жены. Но двери оказались запертыми (по другой версии, он сам приказал их заделать, послушав совета Палена).
- Тогда он бросился к окну и спрятался за занавеской (вариант: за каминным экраном[4]). «Павел вскочил, и если бы сохранил присутствие духа, то легко мог бы бежать, правда, он не мог это сделать через комнаты императрицы, но он мог спуститься к Гагариной и бежать оттуда. Но по-видимому, он был слишком перепуган, чтобы соображать, и забился в один из углов маленьких ширм, загораживавших простую, без полога, кровать, на которой он спал»[15]. Эйдельман указывает, что об этой лестнице было известно Палену, и так бы император наверняка не спасся бы.
- А. Б. Лобанов-Ростовский: «Офицеры, бывшие в заговоре, были расставлены в коридорах, у дверей, у лестниц для наблюдения. Так, мне известно, что Д. В. Арсеньев, бывший тогда в Преображенском полку … стоял в коридоре с пистолетом. Рискуя головою, заговорщики, по всей вероятности, положили не позволять государю ни спасаться, ни поднимать тревоги. (…) Если бы Павлу и представилась возможность спастись из своих комнат (…) то жизнь его неминуемо подверглась бы величайшей опасности на каждом шагу, так как заговорщики овладели этою половиной замка».

### Заговорщики проникают в спальню

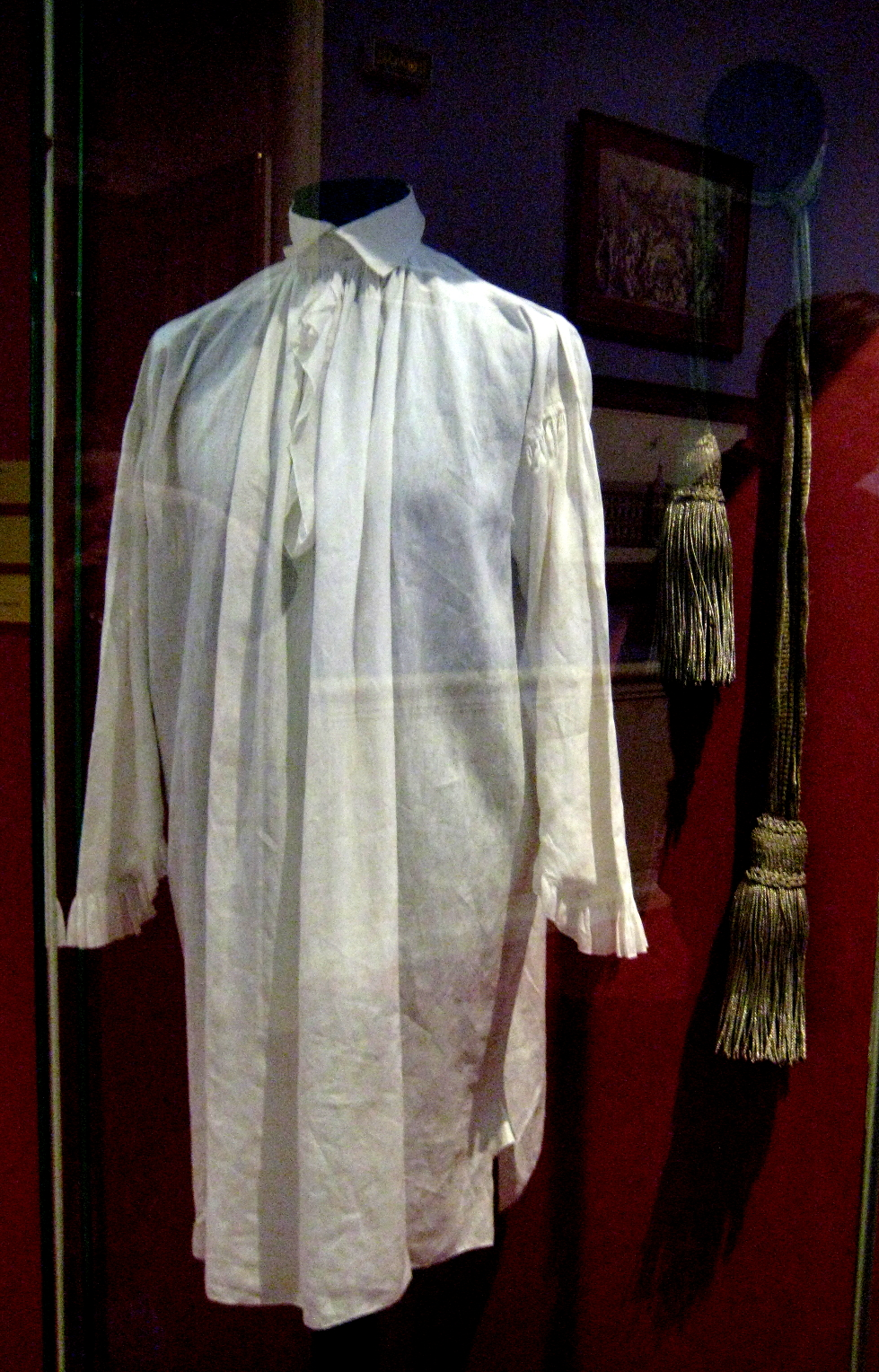
Ночная рубашка Павла I и гвардейский шарф (аналогичный орудию убийства)

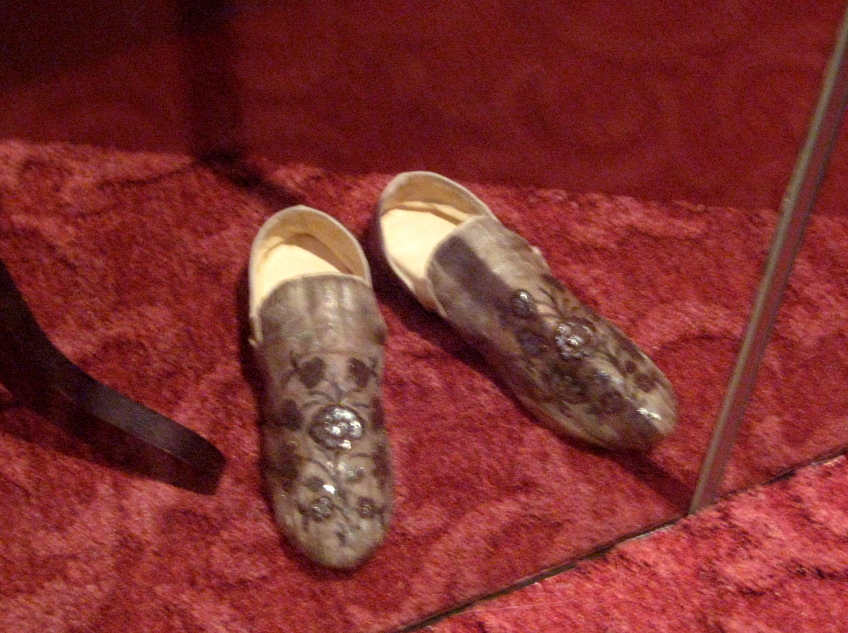
Домашние туфли Павла доказывают, что у него была маленькая узкая нога

- 0:30: В половине первого ночи 12 заговорщиков ворвались в спальню императора.
- Не найдя императора в постели, заговорщики растерялись, Платон Зубов сказал, что птичка упорхнула («I’oiseau c’est envolé»), но «Беннигсен с сатанинским хладнокровием подошел к постели, пощупал её рукою и сказал: „Гнездо теплое, птичка недалеко“»[15]. Комнату обыскали и нашли Павла в ночной рубашке (по другой версии, его выдали ботфорты).
- "Они вывели его из-за камина, уложили в постель и потребовали подписать отречение от престола[4]. «Павел не отвечал ничего; при свете лампы можно было видеть все замешательство и ужас, которые выражались на его лице. Беннигсен, не теряя времени, сделал верный осмотр в его комнатах…»
- Платон Зубов к этой минуте вышел из комнаты, часть офицеров отстала, другие, испугавшись отдаленных криков во дворце, выскочили, и какое-то время Беннигсен находился с Павлом один на один (от 10 до 45 минут по разным данным). Затем комната опять наполняется людьми: Беннигсен выходит, возвращается с отставшими.
- А. Коцебу пишет: «Зубов вынимает из кармана акт отречения. Конечно, никого бы не удивило, если бы в эту минуту, как многие уверяли, государь поражен был апоплексическим ударом. И действительно, он едва мог владеть языком и весьма внятно сказал: „Нет, нет, я не подпишу“. „Что же я вам сделал?“ Приняв одного из заговорщиков за сына Константина, восклицает: „И Ваше высочество здесь?“»[15] Чарторыйский: «Павла выводят из прикрытия, и генерал Беннигсен, в шляпе и с обнаженной шпагой в руке, говорит императору: „Государь, вы мой пленник, и вашему царствованию наступил конец; откажитесь от престола и подпишите немедленно акт отречения в пользу великого князя Александра“».
- Императору объявили, что он арестован. М. Фонвизин: «Павел смял бумагу … резко ответил. Он отталкивает Платона Зубова, обличает его неблагодарность и всю его дерзость. „Ты больше не император, — отвечает князь, — Александр наш государь“. Оскорбленный этой дерзостью, Павел ударил его; эта отважность останавливает их и на минуту уменьшает смелость злодеев. Беннигсен заметил это, говорит, и голос его их одушевляет: „Дело идет о нас, ежели он спасется, мы пропали“». Леонтьев пересказывает восклицание Яшвиля: «Князь! Полно разговаривать! Теперь он подпишет все, что вы захотите, — а завтра головы наши полетят на эшафоте». По Санглену, подобные слова говорит Николай Зубов: «Чего вы хотите? Междоусобной войны? Гатчинские ему привержены. Здесь все окончить должно». Указывают, что царь громко отвечал Зубову, и его ударили, воскликнув: «Что ты так кричишь?» (по Саблукову).

### Убийство

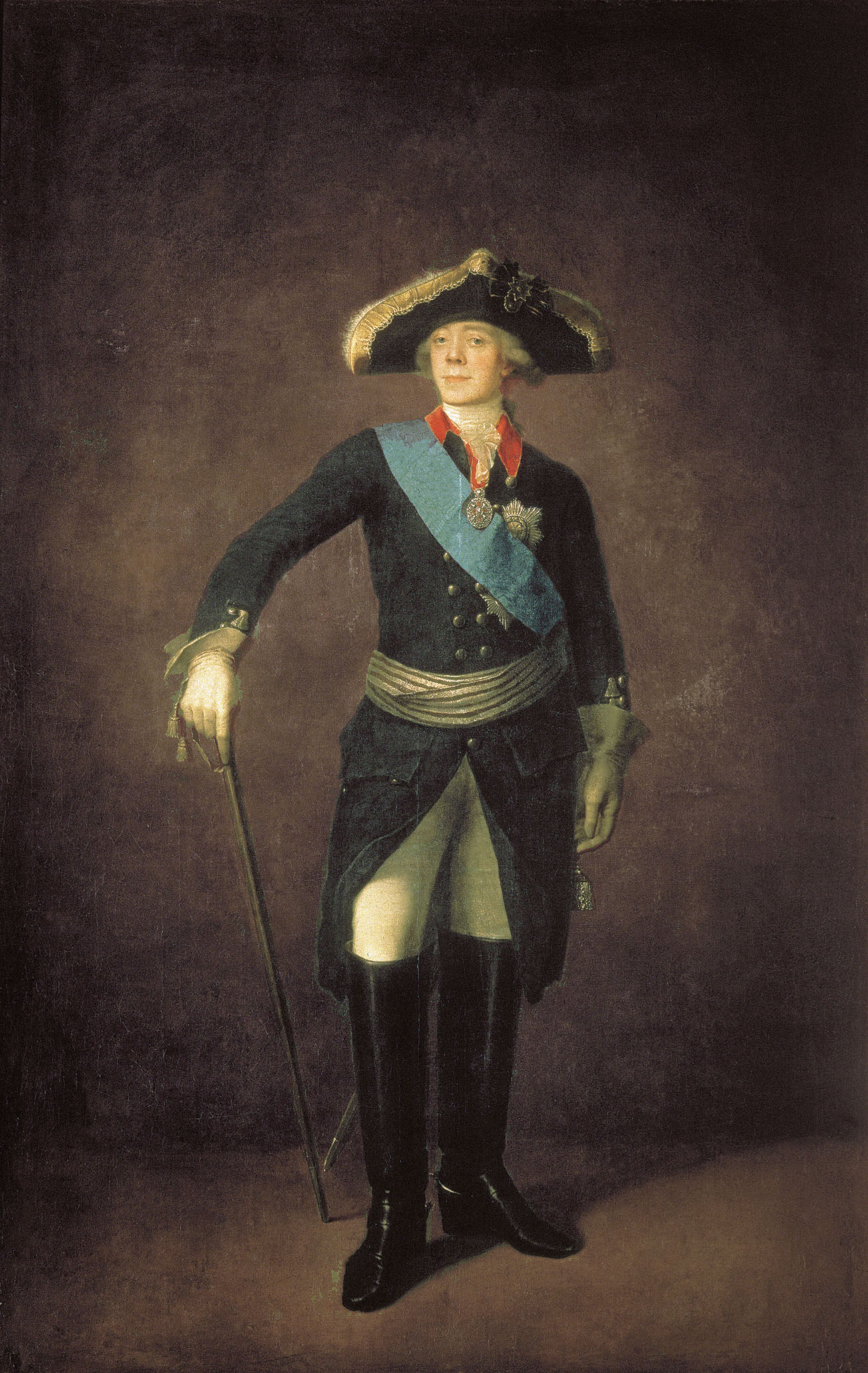
С. Щукин. «Портрет Павла I».
На поясе императора офицерский шарф «из серебряной нити с тремя узкими чёрно-оранжевыми полосами и чёрно-оранжевыми центрами кистей». Именно таким шарфом он был задушен — либо своим собственным, либо принадлежавшим Скарятину

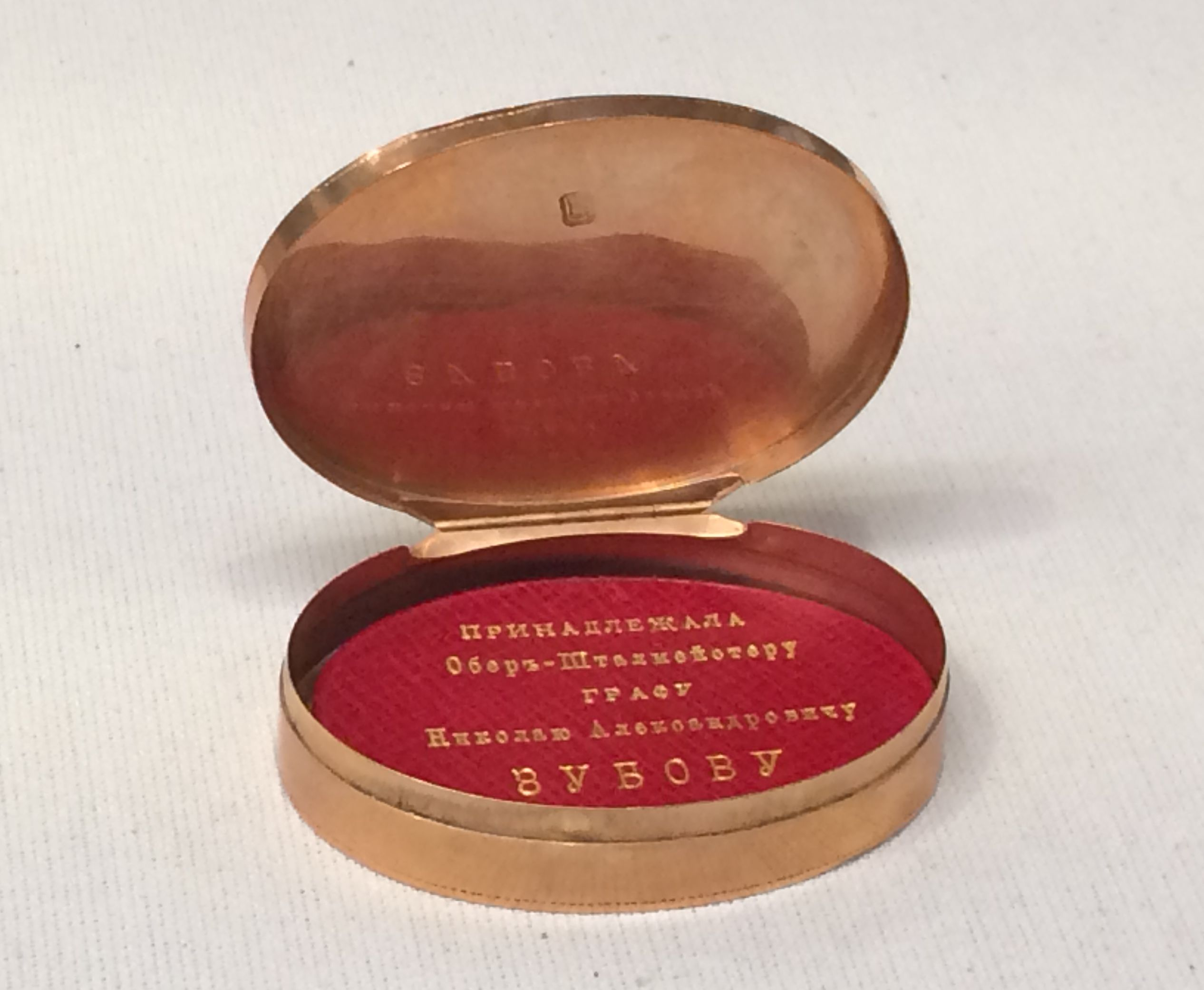
Золотая табакерка Николая Зубова. Внутри была записка: «Getragen von Frsten Platon Alexandrwitch Subow am 11 Маrz 1801» — «Была при князе Платоне Александровиче Зубове 11 марта 1801.» Выкуплена Николаем II у потомков Талызина.(золото, кожа, бумага Эрмитаж. Спб.)(По воспоминаниям современников, один угол роковой табакерки был смят от удара. Возможно у братьев Зубовых были одинаковые табакерки)

Павел был убит между 0:30 и 2:00, сужая хронологические рамки — между 0:45 и 1:45.
Сведения собственно об убийстве в некоторых деталях противоречивы:
- Н. А. Саблуков: «Император, преисполненный искреннего желания доставить своему народу счастье, сохранять нерушимо законы и постановления империи и водворить повсюду правосудие, вступил с Зубовым в спор, который длился около получаса и который, в конце концов, принял бурный характер. В это время те из заговорщиков, которые слишком много выпили шампанского, стали выражать нетерпение, тогда как император, в свою очередь, говорил всё громче и начал сильно жестикулировать. В это время шталмейстер граф Николай Зубов, человек громадного роста и необыкновенной силы, будучи совершенно пьян, ударил Павла по руке и сказал: „Что ты так кричишь!“ При этом оскорблении император с негодованием оттолкнул левую руку Зубова, на что последний, сжимая в кулаке массивную золотую табакерку, со всего размаху нанёс рукою удар в левый висок императора, вследствие чего тот без чувств повалился на пол. В ту же минуту француз-камердинер Зубова вскочил с ногами на живот императора, а Скарятин, офицер Измайловского полка, сняв висевший над кроватью собственный шарф императора, задушил его им. Таким образом его прикончили…»

В основном противоречия проистекают из сказанного Беннигсеном, пытавшимся себя обелить и доказать, что его не было в комнате в момент убийства.
- Свидетельство Беннигсена: «…Мои беглецы между тем встретились с сообщниками и вернулись в комнату Павла. Произошла страшная толкотня, ширма упала на лампу, и она погасла. Я вышел, чтобы принести огня из соседней комнаты. В этот короткий промежуток времени Павла не стало…» Ланжерон, записавший рассказ Беннигсена с его слов, продолжает: "По-видимому, Беннигсен был свидетелем кончины государя, но не принял непосредственного участия в убийстве… Убийцы бросились на Павла, который лишь слабо защищался, просил о пощаде и умолял дать ему время помолиться… Он заметил молодого офицера, очень похожего на великого князя Константина, и сказал ему, как Цезарь Бруту: «Как, ваше высочество здесь?»[15]. Прусский историк Бернгарди со слов того же Беннигсена записал: «Павел пытался проложить путь к бегству. „Арестован! Что значит, арестован!“ — кричал он. Его силою удерживали, причём особенно бесцеремонно князь Яшвиль и майор Татаринов. Беннигсен два раза воскликнул: „Не противьтесь, государь, дело идёт о вашей жизни!“ Несчастный пробовал пробиться и всё повторял свои слова… Произошла горячая рукопашная, ширма опрокинулась. Один офицер кричал: „Уже четыре года тому назад надо было покончить с тобой“. Услышав в прихожей шум, многие хотели бежать, но Беннигсен подскочил к дверям и громким голосом пригрозил заколоть всякого, кто попытается бежать. „Теперь уже поздно отступать“, — говорил он. Павел вздумал громким голосом звать на помощь. Не было сомнения в том, как кончится эта рукопашная с царём. Беннигсен приказал молодому опьянённому князю Яшвилю сторожить государя, а сам выбежал в прихожую, чтобы распорядиться насчёт размещения часовых…»[15]
- М. Фонвизин: «…Несколько угроз, вырвавшихся у несчастного Павла, вызвали Николая Зубова, который был силы атлетической. Он держал в руке золотую табакерку и с размаху ударил ею Павла в висок, это было сигналом, по которому князь Яшвиль, Татаринов, Гордонов и Скарятин яростно бросились на него, вырвали из его рук шпагу: началась с ним отчаянная борьба. Павел был крепок и силён; его повалили на пол, топтали ногами, шпажным эфесом проломили ему голову и, наконец, задавили шарфом Скарятина. В начале этой гнусной, отвратительной сцены Беннигсен вышел в предспальную комнату, на стенах которой развешаны были картины, и со свечкою в руке преспокойно рассматривал их. Удивительное хладнокровие!».
- «Один из заговорщиков поспешил известить об этом [отречении] Беннигсена, остававшегося в смежной комнате и с подсвечником в руке рассматривавшего картины, развешанные по стенам. Услышав об отречении Павла, Беннигсен снял с себя шарф и отдал сообщнику, сказав: „Мы не дети, чтоб не понимать бедственных последствий, какие будет иметь наше ночное посещение Павла, бедственных для России и для нас. Разве мы можем быть уверены, что Павел не последует примеру Анны Иоанновны?“. Этим смертный приговор был решён. После перечисления всего зла, нанесённого России, граф Зубов ударил Павла золотой табакеркой в висок, а шарфом Беннигсена из серебряной нити его задушили»[4].

|                           | источники | описание |
| ------------------------- | --- | --- |
| Преднамеренное убийство   | А. Н. Вельяминов-Зернов, М. И. Муравьёв-Апостол, А. Ф. Воейков, М. А. Леонтьев, Д. В. Давыдов, Д. П. Рунич, А. Ф. Ланжерон | Убийство осуществляется пьяными офицерами, которыми манипулируют лидеры, получившие приказ от Палена.                                                                                     |
| Вариант А                 | | Павел принял все условия заговорщиков и подписал отречение. Тогда один из лидеров — П. Зубов или Л. Беннигсен призвали к решительным действиям, и с Павлом покончили.                     |
| Вариант Б                 | сомнительные источники | Павел подписал условия заговорщиков. Беннигсен вышел. В этот момент царя убили пьяные заговорщики во главе с управлявшим ими Зубовым.                                                     |
| Непреднамеренное убийство | Н. А. Саблуков, А. Коцебу, К. Гейкинг, М. А. Фонвизин, А. Карр, А. де Барант, М. Биньон, Наполеон, Серра-Каприолла, анонимный автор сочинения «Описание 23 марта 1801 года», Локателли, Г. М. Армфельт, Стединк, К. Ф. Розенцвейг, Ла-Рош-Эмон, Росс, А. А. Чарторыйский, П. В. Чичагов. | Павлу предложили отречься, но он не только отказался, но оказал отчаянное сопротивление, затеял ссору, в которой был убит.                                                                |
| Вариант                   | | Павел вначале угрожал заговорщикам карами, потом пытался разжалобить их и даже сумел поколебать их решительность. И тогда лидеры призвали к решительным действиям, и даже сами начали их. |

### Остаток ночи

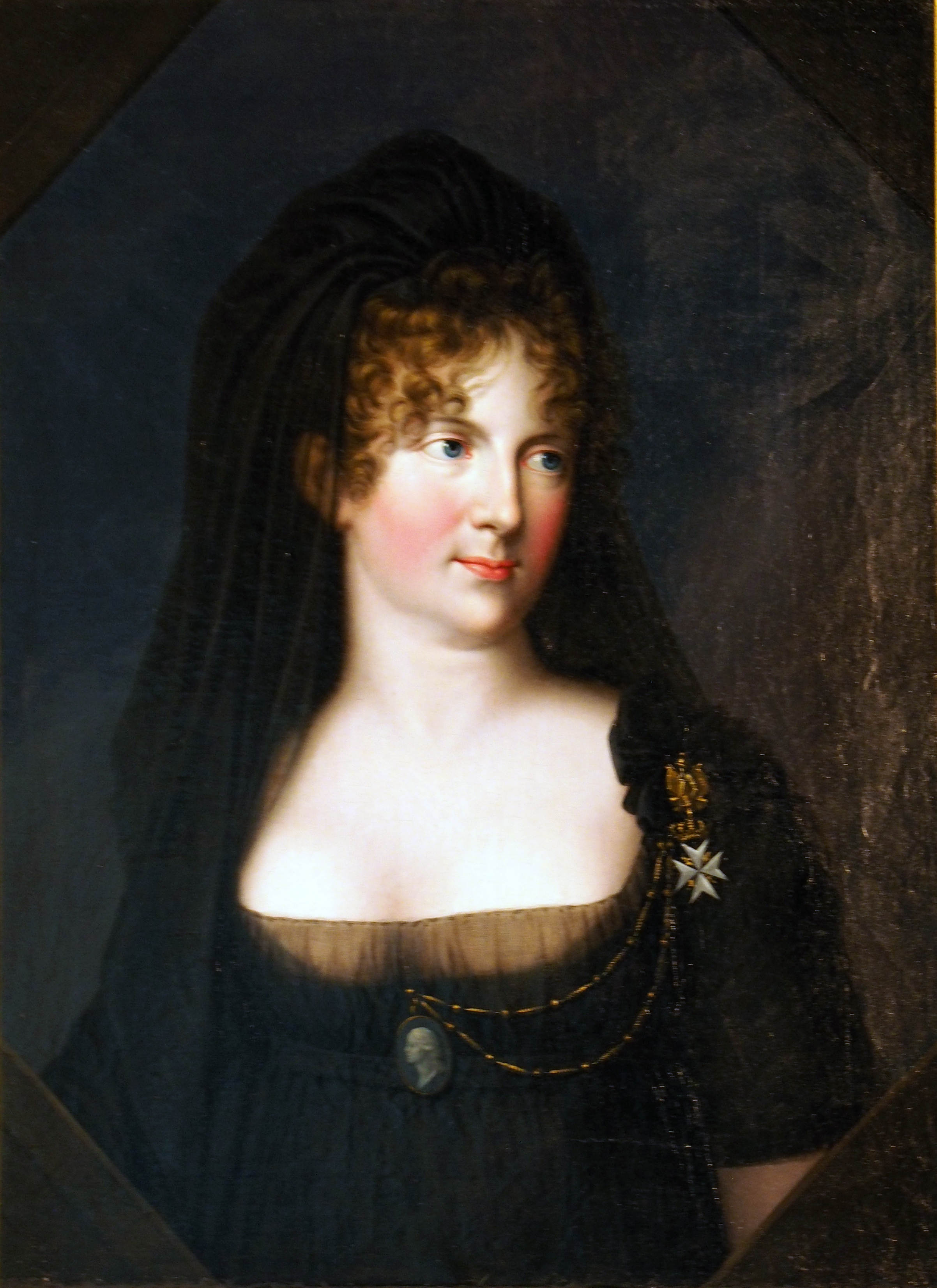
Вдова Павла Императрица Мария Федоровна с собственноручно сделанным медальоном с профилем супруга. Летом 1802 она писала : «Всё вокруг меня кажется пусто, мертво, глаза мои ищут его всюду; сердце сжимается от страшной тишины, которая царит в комнате, где он жил, и возбуждает ужасные воспоминания»

- Известие Александру о смерти, возможно сообщил Николай Зубов, либо же К. М. Полторацкий, Пален с Беннигсеном. Затем будят Константина. Александр посылает жену Елизавету Алексеевну к императрице Марии Фёдоровне, и очевидно повторяя рекомендации Палена и Беннигсена, говорит: «Я не чувствую ни себя, ни что я делаю — я не могу собраться с мыслями; мне надо уйти из этого дворца. Пойдите к матери и пригласите её как можно скорее приехать в Зимний дворец»[5].
- Новость императрице Марии Фёдоровне сообщила графиня Шарлотта Ливен. Мемуаристы пишут, что она упала в обморок, но быстро оправилась. Кроме того, Мария Фёдоровна заявила, по свидетельствам очевидцев, что коронована и должна теперь царствовать — нем. Ich will regieren!. С часу до пяти утра она отказывалась подчиниться сыну и новому императору. Она сделала три попытки овладеть ситуацией. Вельяминов-Зернов: «Вдруг императрица Мария Фёдоровна ломится в дверь и кричит: „Пустите, пустите!“ Кто-то из Зубовых сказал: „Вытащите вон эту бабу“. Евсей Горданов, мужчина сильный, схватил её в охапку и принес, как ношу, обратно в её спальню». Затем она пробует прорваться на балкон и обратиться к войскам, но её останавливает Пален. Последняя попытка Марии Фёдоровны — пройти к телу мужа другими комнатами через расположение Полторацкого, который долго не пускает её к телу, но наконец получает на это разрешение Беннигсена, однако сказавшего императрице «Мадам, не играйте комедию»[5]. Елизавета Алексеевна постоянно её сопровождала, чем весьма раздражала свекровь.
- Саблуков описывает следующий визит императрицы к телу мужа, теперь уже вместе с сыном:

«Александр Павлович, который теперь сам впервые увидел изуродованное лицо своего отца, накрашенное и подмазанное, был поражен и стоял в немом оцепенении. Тогда императрица-мать обернулась к сыну с выражением глубокого горя и с видом полного достоинства сказала: „теперь вас поздравляю — вы император“. При этих словах Александр, как сноп, свалился без чувств».
- 2:00 Александр и Константин в карете покидают Михайловский замок, полный пьяных офицеров. Александр зовет приехать мать, но она отказывается. Эйдельман пишет, что вдовствующая императрица, желавшая получить власть, бродила по дворцу, пока Беннигсен не сумел её запереть и изолировать. Только в шестом часу утра она соглашается ехать в Зимний.

## После убийства
- Наутро был издан написанный Д. П. Трощинским манифест, в котором подданным было сообщено, что Павел скончался от апоплексического удара.

### Реакция русских подданных
- Петербуржцы: «Как только известие о кончине императора распространилось в городе, немедленно же появились прически a la Titus, исчезли косы, обрезались букли и панталоны; круглые шляпы и сапоги с отворотами наполнили улицы». «Лишь только рассвело, как улицы наполнились народом. Знакомые и незнакомые обнимались между собой и поздравляли друг друга с счастием — и общим, и частным для каждого порознь». «Незнакомые целовались друг с другом как в Пасху, да и действительно это было воскресение всей России к новой жизни»[2]. Однако велико было и количество людей, испытывавших омерзение к произошедшему.
- Фонвизин в своих записках указывает: «Посреди множества собравшихся царедворцев нагло расхаживали заговорщики и убийцы Павла. Они, не спавшие ночь, полупьяные, растрепанные, как бы гордясь преступлением своим, мечтали, что будут царствовать с Александром. Порядочные люди в России, не одобряя средство, которым они избавились от тирании Павла, радовались его падению. Историограф Карамзин говорит, что весть об этом событии была в целом государстве вестию искупления: в домах, на улицах, люди плакали, обнимали друг друга, как в день Светлого Воскресения. Этот восторг изъявило однако одно дворянство, прочия сословия приняли эту весть довольно равнодушно».

### Тело убитого
- Указывают[кто?], что оставшуюся часть ночи лейб-медик Вилье обрабатывал труп Павла, чтобы наутро его можно было показать войскам в доказательство его естественной смерти. Несмотря на все старания, на лице покойного были видны синие и черные пятна. Вилье помогали врачи Гриве и Гутри. Тело хотели показать волнующимся солдатам, чтобы доказать, что царь действительно умер, и надо присягать Александру.
- Также сообщают, что из Гатчины был вызван придворный живописец, Якоб Меттенлейтер, хранитель гатчинской картинной галереи, которого вызывали с кистями и красками гримировать труп[11].

Описание Коцебу со слов лейб-медика Гриве:
На теле были многие следы насилия. Широкая полоса кругом шеи, сильный подтек на виске (от удара... нанесенного посредством удара пистолета), красное пятно на боку, но ни одной раны острым орудием, два красных шрама на обеих ляжках; на коленах и далеко около них значительные повреждения, которые доказывают, что его заставили стать на колени, чтобы легче было задушить. Кроме того, все тело вообще было покрыто небольшими подтеками; они, вероятно, произошли от ударов, нанесенных уже после смерти.
Когда император лежал в гробу, его треугольная шляпа была надвинута на лоб так, чтобы скрыть, насколько возможно, левый глаз и зашибленный висок. Н. И. Греч пишет, как ходил к гробу Павла, будучи 13-летним мальчиком: «Едва войдешь в дверь, указывали на другую с увещеванием: извольте проходить. Я раз десять от нечего делать ходил в Михайловский замок и мог видеть только подошвы ботфортов императора и поля широкой шляпы, надвинутой на лоб».

### Погребение

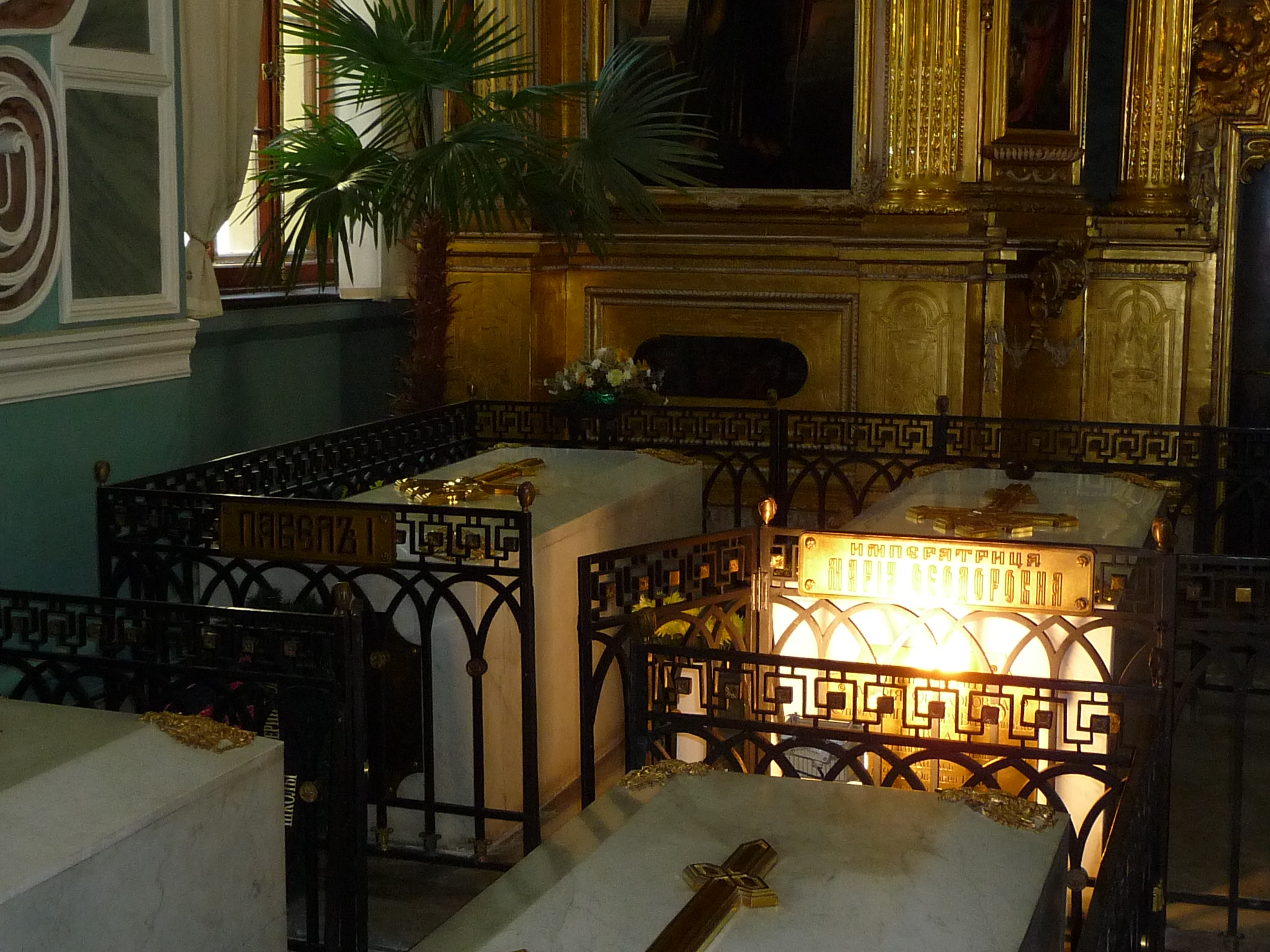
Надгробие Павла I и Марии Фёдоровны в Петропавловском соборе

Отпевание и погребение состоялось 23 марта, в Великую субботу; совершено всеми членами Святейшего Синода во главе с митрополитом Санкт-Петербургским Амвросием (Подобедовым).
Для отдания последнего долга к телу покойного Государя допускались лица всех сословий, причем они только проходили мимо тела и делали ему низкий поклон. Точно подсчитано, что со времени кончины и до погребения Императора Павла I на поклонении его телу перебывало 109321 человек. Согласно сведениям, опубликованным в Юбилейном статистическом сборнике «Санкт-Петербург 1703−2003», общая численность населения города в 1800 г. составляла 220,2 тысячи человек  Таким образом, проститься с умученным Императором пришла половина жителей столицы, а если не считать детей, то — почти все взрослое население.
Как сообщает протоиерей В.И. Жмакин, «во время отпевания во всех столичных церквах производился колокольный звон, какой бывает при погребении священников».
Согласно завещанию в Бозе почивающего Его Императорского Величества Государя Императора Павла Петровича, было роздано в милостыню разного рода бедным людям 16 666 рублей 66 1/2 коп.

### Слухи и цензура
- Официальной версией смерти Павла был апоплексический удар (инсульт), поэтому позже появилось злословие, что Павел скончался от апоплексического удара табакеркой в висок.
- В 1852 г. в Гатчине открыли памятник Павлу I. Во время торжественной церемонии император Николай I расплакался: «покровы сняли, но верёвка осталась на шее статуи и державный сын, увидя это, заплакал. Всех поразила эта случайность»[11]
- О цареубийстве в подцензурной прессе не писали до 1905 года. Бумаги участвовавших в заговоре после их кончины изымались государством.
- В то же время эмигрантская и иностранная пресса писала на эту тему.

### Призрак Павла
Другая, более известная легенда гласит, что призрак убитого заговорщиками императора не смог покинуть место своей смерти. Призрак царя стали видеть взвод солдат столичного гарнизона, перевозивший военное имущество, новые обитатели дворца — разводящий ефрейтор училища Лямин и прохожие, замечавшие в окнах светящуюся фигуру. Слухи о призраке появляются не ранее конца 1840-х годов.
Образ призрака активно использовался, если не был создан, старшими кадетами Николаевского инженерного училища, обосновавшегося в Михайловском замке, для запугивания младших.:11-12
Известность призраку принёс занимательный, но в полной мере демистифицирующий рассказ Н. С. Лескова «Привидение в Инженерном замке», целью которого было привлечение внимания к дедовщине, царившей в училище.
В 1980-е годы сотрудники Комиссии по аномальным явлениям при Русском географическом обществе АН СССР провели ограниченное и неофициальное исследование предполагаемой аномальной активности в здании. Исследование заключалось в опросе отдельных сотрудников Патентной библиотеки (располагавшейся в это время в Михайловском замке), съёмке помещений на плёночный фотоаппарат и измерении магнитного поля. Также использовался метод, известный как лозоходство:14-15.
Выдающийся русский писатель Александр Куприн в рассказе «Гатчинский призрак», написанном в 1918 году, вложил в уста призрака пророческие слова:

— Я, один я, был прав в государственных заботах, и теперь понимаю это в совершенстве. Пусть, как человек, я в моем человеческом естестве был подвержен земным слабостям: гневу, вспыльчивости, недоверию, порой даже жестокости. Но, как помазанник и избранник Божий я лишь перед Ним одним нес страшный ответ за все мною сделанное. Я был — один. А внизу меня был мой народ. И все уравнивалось, все обезличивалось под моей полной, абсолютной властью, все теряло свою волю. Не было в глазах моих ни малейшей разницы между знатнейшим дворянином моего государства и последним мужиком, солдатом или нищим. Я не знал чувства лицеприятия, но стремил вверенный мне свыше народ к благу, здоровью и счастью. Те, кто убил меня, они же и прославили меня сумасбродным деспотом. Им нельзя было поступить иначе, ибо в этом было подобие их оправдания перед потомством. А история? — с горечью сказал Призрак. — История — послушная, угодливая, лживая и подкупная раба, когда она пишется современниками. Народ правдивее истории, и память его благодарнее.

### Последствия
- На престол вступил Александр I, в результате чего общая атмосфера в стране сразу же поменялась. Тем не менее самому Александру убийство нанесло глубокую психологическую травму, которая, возможно, вызвала его обращение к мистицизму в конце жизни. Фонвизин описывает его реакцию на новость об убийстве: «Когда все кончилось, и он узнал страшную истину, скорбь его была невыразима и доходила до отчаяния. Воспоминание об этой страшной ночи преследовало его всю жизнь и отравляло его тайною грустью»[2]. Жена Александра, Елизавета Алексеевна, писала: «Страшная рана в его душе не заживёт никогда».
- Мария Фёдоровна переселилась в Гатчину, её отношения с сыном испортились. Александр больше никогда не посещал Гатчину, где хранились окровавленные вещи и постель отца и встречался с матерью только в Павловске, где она иногда бывала.
- Пострадало окружение Павла:
  - Кутайсов, Иван Павлович — арестован
  - Мадам Шевалье — выслана
- Заговорщики считали, что при новом государе они займут видные места в государстве. Чарторыйский пишет, что «Александр постепенно удалил … главарей переворота, — удалил не в силу того, что считал их опасными, но из чувства гадливости и отвращения, которое он испытывал при одном их виде»[2]. Первым был удалён Пален, чему способствовало поведение Марии Фёдоровны.
- Накануне гибели Павла Наполеон вплотную подошёл к заключению союза с Россией. Убийство Павла I в марте 1801 надолго отодвинуло эту возможность — до Тильзитского мира 1807 года[24]. Отношения с Англией, наоборот, были возобновлены.

## Память
- В 1858 году на месте бывших покоев императора Павла I в Михайловском замке, в которых он был убит, по повелению его внука императора Александра II устроили церковь святых апостолов Петра и Павла[25].

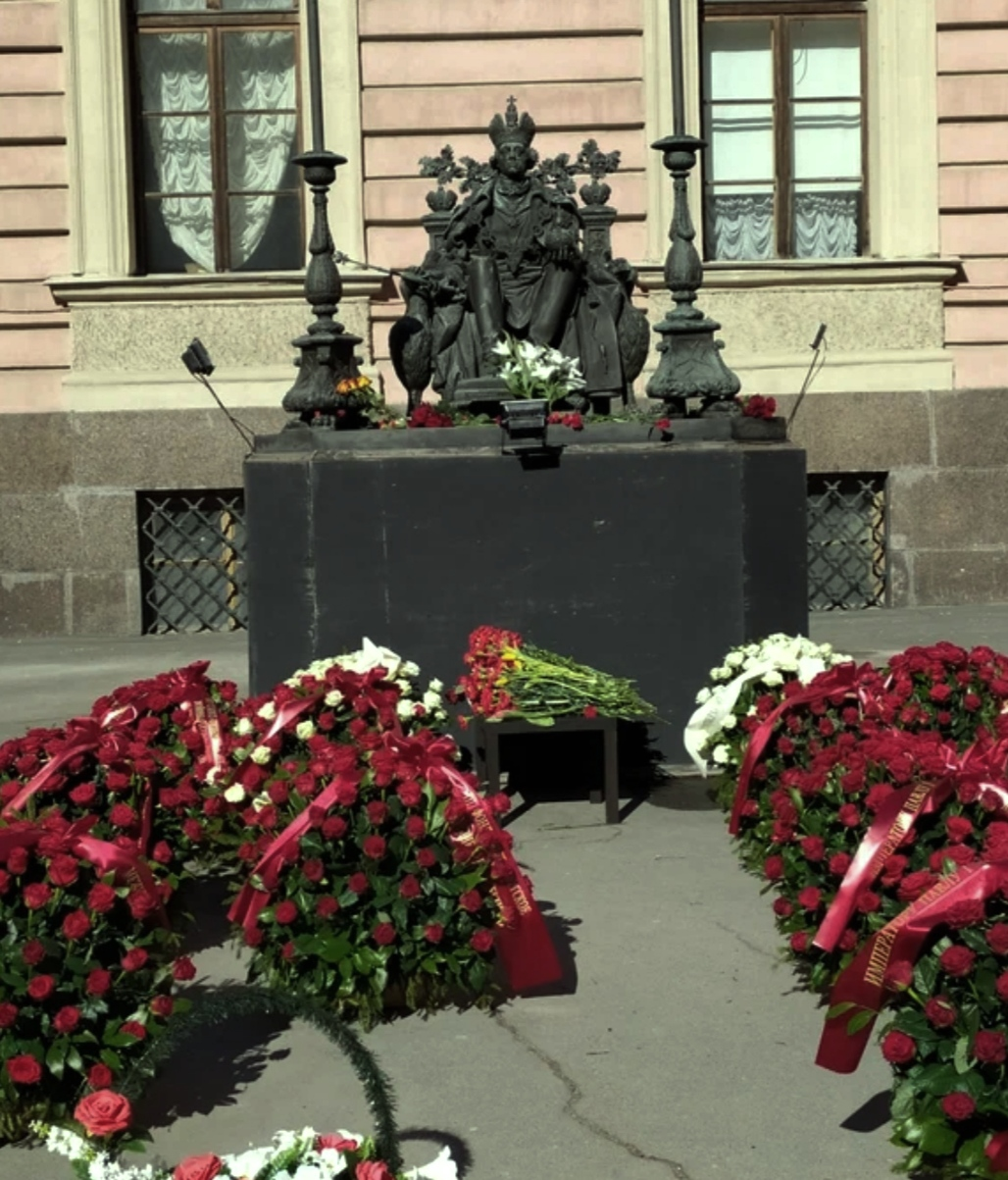
Памятник Павлу I во дворе Михайловского замка в день 220-летия его гибели

- В Эрмитаже хранится табакерка, в которой имеется вкладыш красного сафьяна с тисненой золотом надписью: «принадлежала Оберъ-Шталмейстеру графу Николаю Александровичу ЗУБОВУ» и к которой прилагалась записка на немецком языке: «Getragen von Frsten Platon Alexandrwitch Subow am 11 Маrz 1801 — Была при князе Платоне Александровиче Зубове 11 марта 1801». Вместе с тем, по словам первого исследователя табакерки О.Г. Костюк, экспонат весит 84,74 г, поэтому версия о том, что именно этой табакеркой ударил Павла Николай Зубов, подвергается критике[26].

### Отражение убийства в культуре
- А. С. Пушкин. Ода «Вольность».
- С. Бобров. «Ночь марта 1801».
- Е. В. Полянская. «Михайловский замок: Драматические сцены».
- М. А. Алданов. «Заговор».

Кино
- Дмитрий Долинин. Асса — 1987 год.
- Дмитрий Карпов. Телесериал Агент национальной безопасности. Третий сезон (серия «Падишах») — 2001 год.
- Александр Баширов. Золотой век — 2003 год.
- Виктор Сухоруков. Бедный, бедный Павел — 2003 год.
- Авангард Леонтьев. Телесериал Адъютанты любви — 2005 год.
- Павел Табаков. Телесериал Екатерина — 2014-2023 год.
- Денис Власенко. Телесериал Павел. Первый и последний — 2025 год.